# História da América Latina

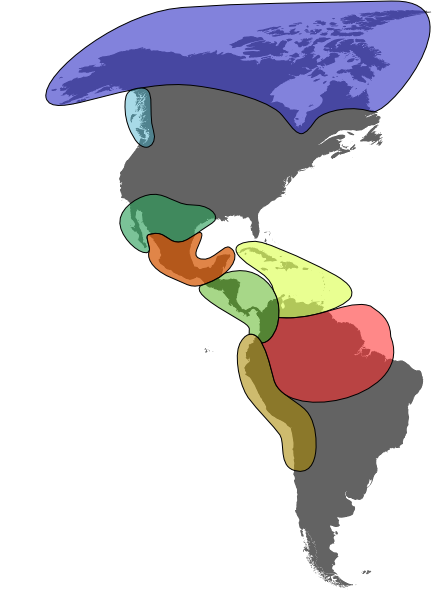
Mapa da América indicando as principais regiões culturais na América pré-colombiana.
Ártico
Noroeste
Aridoamérica
Mesoamérica
Área intermediária
Caribe
Área amazônica
Área andina

A História da América Latina é o campo de estudos acerca da América Latina sob a perspectiva da História. Dos 32º de latitude norte aos 54° de latitude sul, a América Latina cobre 21.173.000 km², ou seja, 15,9% das terras emersas. O termo América Latina é usado para designar os territórios de língua espanhola, francesa e portuguesa da América. A ideia de que uma parte das Américas tem afinidade cultural ou culturas românicas remonta à década de 1830, principalmente com os escritos do francês Michel Chevalier, que postulava que essa parte das Américas era habitada por pessoas da "raça latina" (um grupo etnolinguístico indo-europeu identificado pelo uso de línguas itálicas às quais o latim pertence) e que poderia, portanto, aliar-se com a "Europa Latina" em luta com a "Europa Teutônica", a "América Anglo-Saxônica" e a "Europa Eslava".
Posteriormente, a ideia foi retomada por intelectuais e líderes políticos latino-americanos de meados e do final do século XIX, que não olhavam mais para a Espanha ou Portugal como modelos culturais, mas para a França. O termo atual "América Latina" foi cunhado na França sob Napoleão III e desempenhou um papel em sua campanha para implicar um parentesco cultural com a França, transformando-a  em um líder cultural e político da região e instalando Maximiliano como imperador do México. Em meados do século XX, especialmente nos Estados Unidos, havia uma tendência de ocasionalmente classificar todo o sul dos Estados Unidos como "América Latina", especialmente quando a discussão se centrava em suas relações políticas e econômicas contemporâneas com o resto do mundo e não apenas em seus aspectos culturais.

## História pré-colombiana
Não há consenso geral sobre a origem dos ameríndios. A teoria mais aceita é a postulada por Aleš Hrdlička, que, retomando o argumento de Samuel Haven, argumentou que os seres humanos haviam entrado na América pelo Alasca, vindos da Sibéria cruzando o Estreito de Bering. Acredita-se que a possível data do primeiro povoamento das Américas foi 33.000 anos atrás.
O processo de sedentarização trouxe consigo o surgimento de sociedades cada vez mais complexas e a construção das mesmas. Os povos americanos desenvolveram culturas autônomas originais a ponto de produzir duas revoluções neolíticas distintas, na Mesoamérica e nos Andes sul-americanos, que deram origem a dezenas de civilizações agrocerâmicas. Tais sociedades eram bastante estratificadas. Havia os nobres, os reis, sacerdotes, artesões, agricultores, comerciantes e guerreiros.

### Mesoamérica
A Mesoamérica é a região cultural do continente americano que inclui a metade sul do México, os territórios da Guatemala, El Salvador, Belize, bem como o oeste de Honduras, Nicarágua e Costa Rica.
Entre 2000 e 300 a. C., culturas complexas começaram a se formar na Mesoamérica. Alguns amadureceram em civilizações mesoamericanas pré-colombianas avançadas, como os olmecas, teotihuacan, maias, zapotecas, mixtecas, huastecas, purépecha, toltecas e mexicas/astecas.
Essas civilizações indígenas desenvolveram a construção de templos em pirâmide, matemática, astronomia, medicina, escrita, calendários de alta precisão, belas artes, agricultura intensiva, engenharia, uma calculadora de ábaco e teologia complexa onde sacrifícios humanos foram incluídos. Eles também inventaram a roda, mas ela era usada apenas como um brinquedo. Além disso, eles usaram cobre, prata e ouro nativos para trabalhar os metais.
Os diversos povos mesoamericanos impuseram sua vontade a outros povos da região para obter benefícios como impostos, territórios, trabalho, etc. Um dos principais objetivos da guerra era a captura de vítimas para sacrifícios humanos.

#### Olmeca

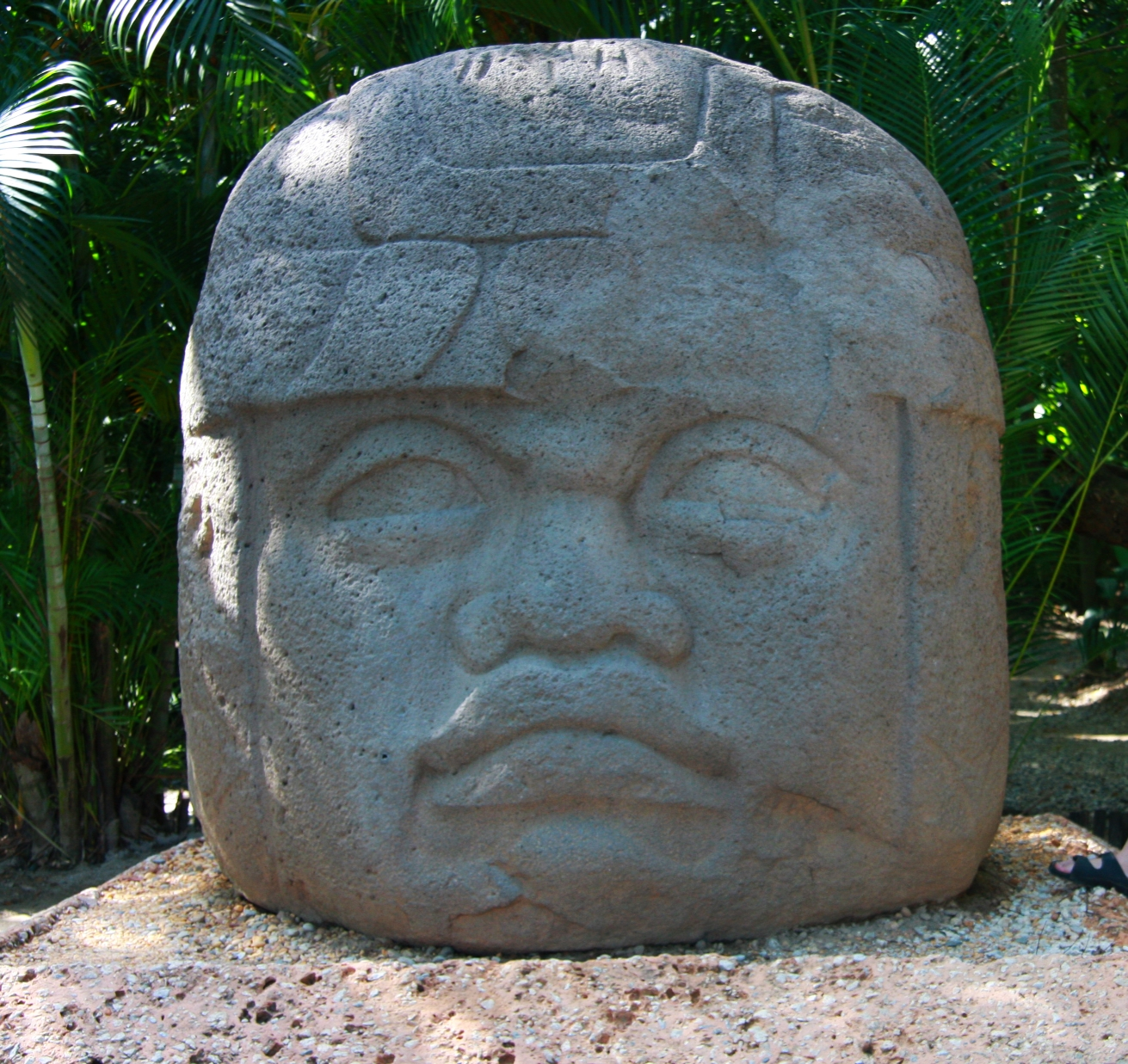
Monumento 1, uma das quatro cabeças colossais encontradas em La Venta, com altura aproximada de 3 metros

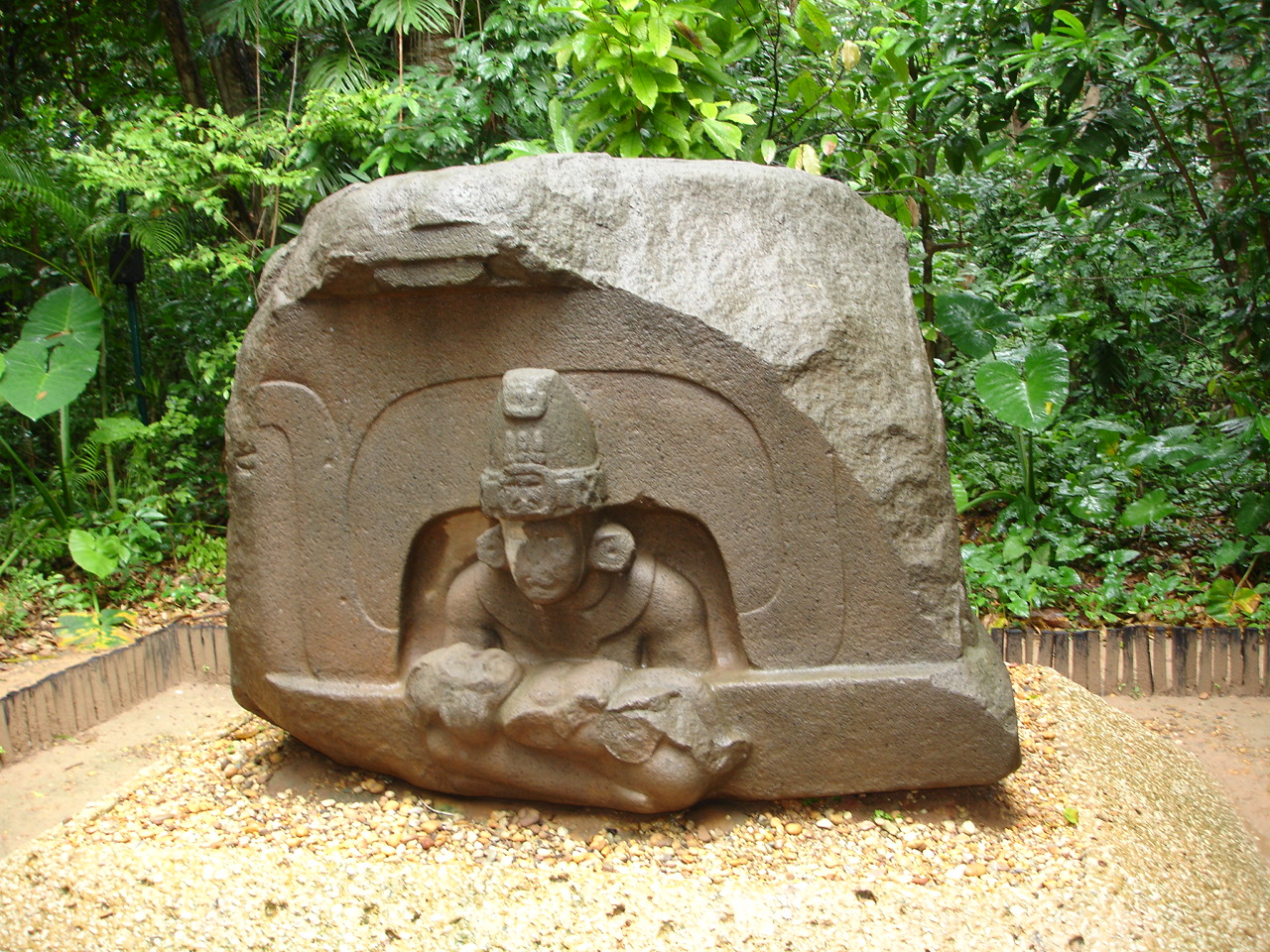
Altar 5 de La Venta. O bebé jaguar-homem inerte segurado pela figura central é visto por alguns como uma indicação do sacrifício de crianças.

A cultura olmeca floresceu no centro-sul do México entre aproximadamente 1500 e 400 a.C. e acredita-se que foi a civilização mãe de todas as civilizações mesoamericanas. A civilização olmeca foi constituída principalmente em 3 centros cerimoniais: San Lorenzo, La Venta e Três Zapotes. Por volta de 950 a.C., San Lorenzo provavelmente sofreria um levante interno ou invasão devido à destruição de muitos monumentos ali. O declínio de San Lorenzo fez de La Venta o centro olmeca mais proeminente até seu abandono por volta de 400 a.C. A extinção da cultura olmeca ainda é uma questão de estudo. Alguns acreditam que pode ter sido causado por mudanças ambientais que tornaram a terra imprópria para a agricultura.
A cultura olmeca foi definida por seu estilo de arte. Eles trabalharam um grande número de mídias (jade, argila, basalto e pedra verde) sendo em grande parte de tema naturalista. A característica distintiva da cultura olmeca seriam as cabeças colossais.
A cultura olmeca é creditada com a invenção do "derramamento de sangue" (perfurar o corpo de um indivíduo que serviu para manter a estrutura sociocultural e política) e talvez sacrifícios humanos, escrita e epigrafia, o zero e o calendário Mesoamericano, o jogo de bola, além da bússola. Alguns, como o historiador de arte Miguel Covarrubias, postulam mesmo que os olmecas criaram os antecessores de muitas das divindades mesoamericanas mais tardias.

### Civilizações andinas
As civilizações andinas eram sociedades complexas que se estendiam dos Andes, no sul da Colômbia, à Argentina e ao Chile. A civilização Caral do Peru é a civilização mais antiga conhecida nas Américas, datando de 3 200 a.C. Algumas dessas civilizações andinas avançadas foram os Chavín, os Mochicas, os Muiscas, os Huari, os Tiahuanaco, os Chimú e os Incas.
Devido ao seu isolamento de outras civilizações, os povos indígenas dos Andes tiveram que apresentar suas próprias, muitas vezes únicas, soluções para os desafios ambientais e sociais.

## Período colonial (1492-1808)
Na Europa, entre 1475 e 1479 teria lugar a Guerra da Sucessão Castelhana, onde se enfrentariam os partidários de Joana "a Beltraneja" e os de Isabel. A derrota dos adeptos de Joana permitiria a ascensão ao trono de Isabel que foi casada com Fernando II de Aragão. Com o seu casamento, os reis católicos, Isabel de Castela e Fernando de Aragão, realizaram o primeiro esboço da unidade espanhola. Isabel e Fernando receberiam o nome de Reis Católicos. Em 1492, os Reis Católicos conquistariam Granada, o último estado muçulmano da Península Ibérica.
Naquela época, o mercantilismo havia se tornado a escola dominante de economia. Essa ideologia foi caracterizada por uma forte intervenção do Estado na economia. As primeiras teorias mercantilistas desenvolvidas no início do século XVI foram marcadas pelo bullionismo, pelo qual a riqueza era definida pela quantidade de metais preciosos que se possuía. Por sua vez, os indígenas tinham uma concepção diferente dos metais preciosos, o que lhes conferia um sentido religioso.
Esses dois povos desenvolveram-se paralelamente, sem interferências. Entraram em contato no final do século XV por intermédio dos povos ibéricos e das grandes navegações (por causa das guerras entre países europeu, ir para o Oriente por dentro do território estava se tornando perigoso. Por isso, eles tentaram novas rotas comerciais e acabaram chegando a América). Como na verdade eles queriam chegar a Índia (na Ásia) para comprar especiarias, acabaram denominando os povos desse "novo mundo" de índios. As especiarias eram utilizadas como métodos de preservação permitindo que os alimentos fossem mantidos em boas condições por mais tempo. Também serviam para dar aos pratos um sabor mais agradável e eram fonte de farmacopeia com algumas propriedades antissépticas, estimulando a digestão e o aparelho respiratório. Aos poucos, as cidades marítimas (Portugal e Espanha) vão forjando instrumentos de navegação em alto mar.

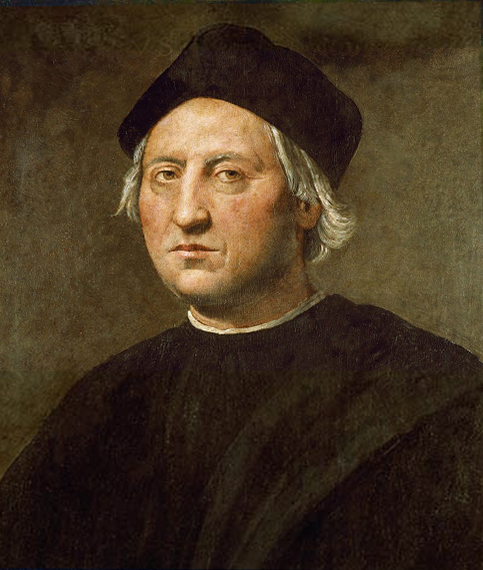
Cristóvão Colombo, descobridor da América

Rotas seguidas por Colombo em suas quatro viagens

Para se ir às Índias haveria duas soluções. Os portugueses conceberam uma solução baseada na circunavegação de África. As várias expedições pela África confirmaram a riqueza do continente. Bartolomeu Dias demonstraria que era possível chegar ao Oceano Índico duplicando o Cabo da Boa Esperança em 1488.

Por sua vez, os Reis Católicos, após a Reconquista e a população recuperada das devastações da Peste Negra, puderam dedicar-se ao financiamento de novas rotas de exploração e comércio ultramarinos. Em 1492, os reis decidiram financiar a expedição de Cristóvão Colombo na esperança de encontrar uma rota que chegasse às Índias navegando para oeste, cumprindo assim o Tratado das Alcáçovas-Toledo, assinado em 1479, que reservava o caminho ao sul para Portugal da África. Em 12 de outubro de 1492, Cristóvão Colombo, que partiu para descobrir Cipango e suas montanhas de ouro, as índias e suas especiarias, chegou à América sem saber. Cristóvão Colombo entraria em contato com os Taínos.

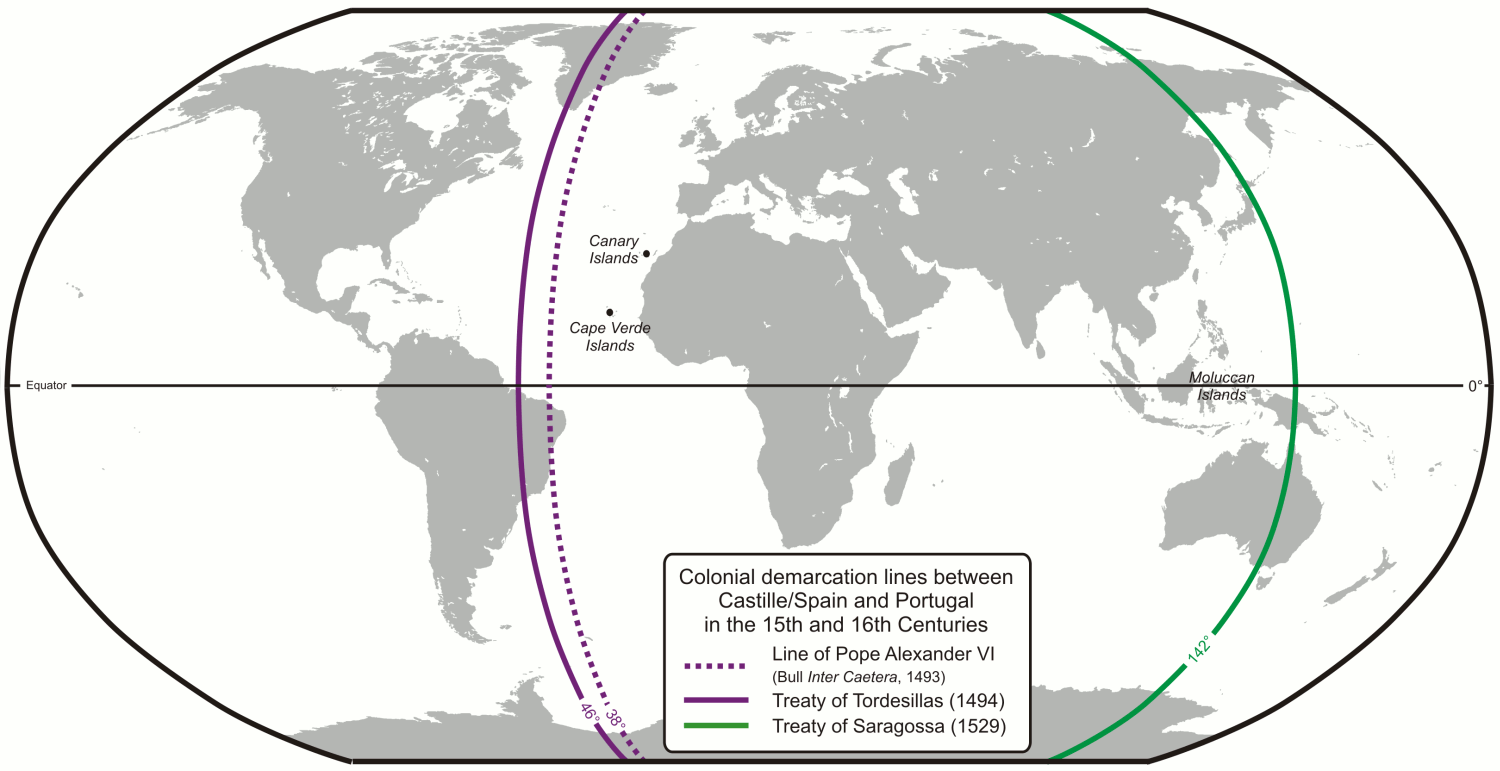
Meridiano de Tordesilhas (rosa) demarcando os territórios a explorar por Portugal e Espanha e o seu antimeridiano (verde)

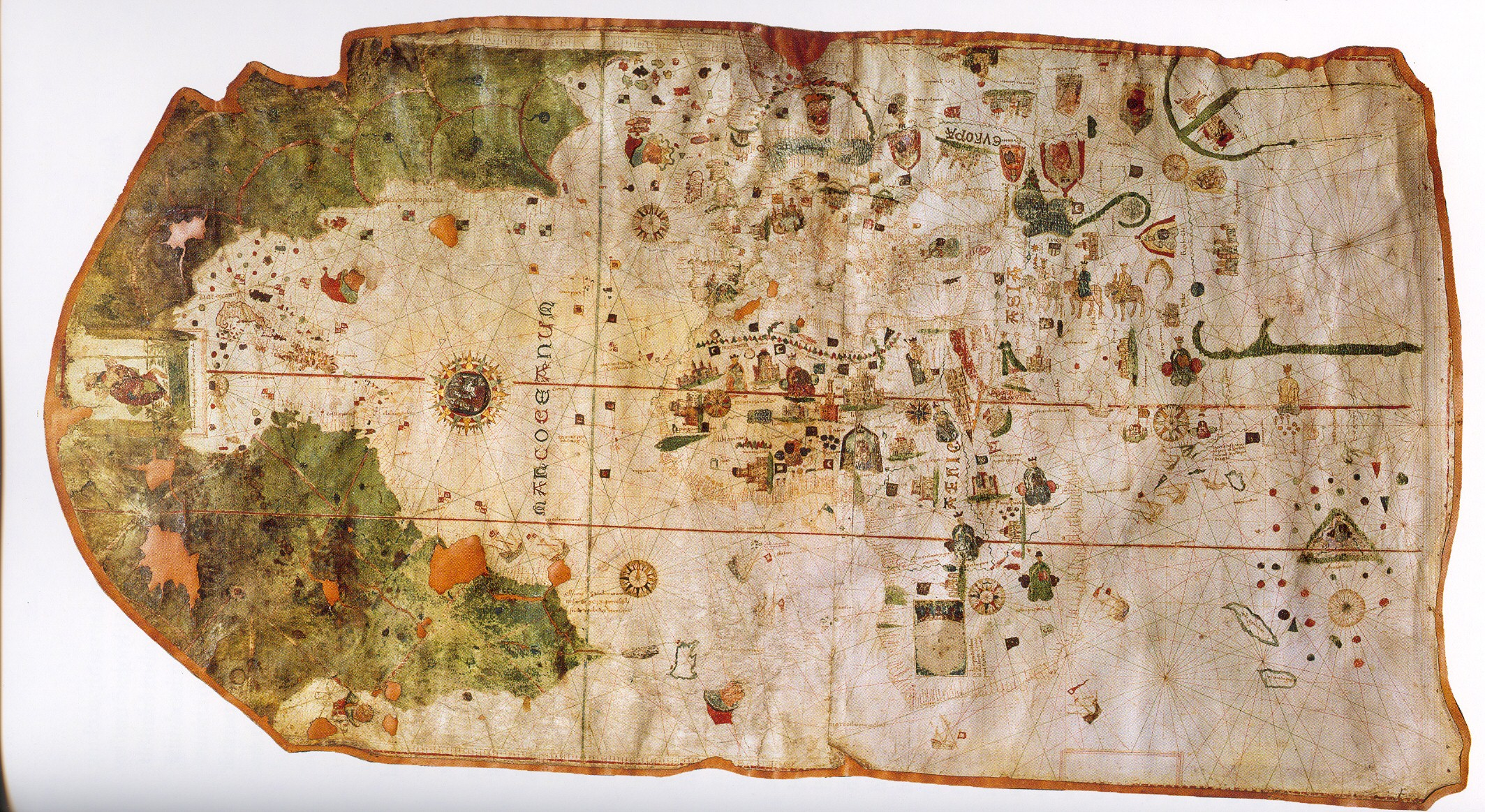
O Mapa de Juan de la Cosa (1500), mais antiga carta náutica em que as Américas estão representadas

No dia 24 de dezembro de 1492, Cristóvão Colombo fundava na ilha de Hispaniola, a atual São Domingos, o modesto estabelecimento de Navidad. Alguns homens e um tosco fortim: o embrião do Império "no qual o sol nunca se punha". Depois, Colombo voltou à Espanha para aí ser triunfalmente recebido pelos Reis Católicos.
Interessava ao espanhol confirmar a posse das terras encontradas na rota das Índias, sobretudo, tendo em vista a inveja do Rei de Portugal, João II. O português há anos que procurava pelo sul o caminho marítimo para a Índia, e o espanhol, favorecido pelo acaso, parecia ter ganho num único lance de dados aquilo que anos e anos não haviam ainda proporcionado ao seu vizinho oriental. Para que os confirmassem na posse tranquila das suas novas conquistas e, principalmente, na de quantas esperavam realizar na via aberta por Cristóvão Colombo, os Reis Católicos voltaram-se para o Papa, a autoridade superior à qual o direito público da Europa Medieval reconhecia o poder de repartir as terras que ainda não pertenciam a qualquer príncipe cristão. Por ventura não havia já o português obtido toda uma série de bulas confirmando seus direitos sobre as costas da África? A ocasião era excelente. Um Papa espanhol, Alexandre VI, ocupava o trono pontifício e tinham sido as intrigas dos Reis Católicos, apenas elas, que o haviam guindado a um cargo a que nunca teria ascendido nem pela virtude nem pelo saber.
A fim de por termo às ameaças portuguesas, a diplomacia espanhola obteve, sem dificuldade, da cúria pontifícia, a publicação de uma série de bulas (4 de maio de 1493), a última das quais, a bula Inter Coetera, fixou de maneira precisa o domínio espanhol e o domínio português. Entre elas traçava uma linha ideal que unia os dois pólos e passava por um ponto a 100 léguas a ocidente das ilhas de Cabo Verde. A oeste dessa linha, todas as terras descobertas pertenciam a Castela. A solução espanhola triunfava; de modo excessivo, sem dúvida.
O português sentia-se frustrado; o Papado renegava a suas promessas de 1481. Para acalmar os furores de João II, os Reis Católicos assinavam, a 7 de junho de 1494, o Tratado de partilha de Tordesilhas, que modificava ligeiramente em proveito de Portugal as estipulações das bulas pontifícias. A linha de demarcação era recuada para o ocidente, doravante a 370 léguas de Cabo Verde. Foi em virtude das bulas modificadas de 1493 que a Espanha reclamou sempre a posse integral das Índias castelhanas;. foi em virtude dessas bulas modificadas pelo Tratado de Tordesilhas que os portugueses fundaram legalmente seus estabelecimentos no Brasil.
| |  | |
| Vicente Yáñez Pinzón, considerado o descobridor do Brasil por diversos estudiosos, chegou ao cabo de Santo Agostinho no litoral sul de Pernambuco em 26 de janeiro de 1500 |  | Pedro Álvares Cabral desembarcou em Porto Seguro no litoral sul da Bahia em 22 de abril de 1500, tornando a região colônia do Reino de Portugal |

Em 26 de janeiro de 1500, o navegador e explorador espanhol Vicente Yáñez Pinzón atingiu o cabo de Santo Agostinho em Pernambuco, e, aos 22 de abril do mesmo ano, Pedro Álvares Cabral, capitão-mor de expedição portuguesa a caminho das Índias, chegou em Porto Seguro na Bahia, tornando a região, que ele pensou tratar-se de uma ilha, uma colônia do Reino de Portugal. Em 1501, partiu de Lisboa a primeira expedição lusa de reconhecimento da costa brasileira, expedição esta confiada a Américo Vespúcio e comandada por Gonçalo Coelho. A armada avistou no dia 17 de agosto de 1501 o cabo de São Roque no atual Rio Grande do Norte, já descoberto por Pinzón. Os portugueses seguiram em direção ao sul, percorrendo toda a costa leste do Brasil. Na altura de Santa Cruz Cabrália, depararam-se com dois degredados advindos da esquadra de Cabral, os quais resgataram. Constatariam então que Cabral descobrira não uma ilha, mas sim um trecho de litoral do novo continente. A frota singrou até o cabo de Santa Maria no atual Uruguai. Nos anos seguintes, foram construídas na costa brasileira as primeiras feitorias portuguesas, nas regiões de Pernambuco, Porto Seguro e Cabo Frio, que tinham maior concentração de pau-brasil. Pernambuco, lugar onde se iniciou a exploração da árvore, tinha a madeira mais cobiçada no Velho Mundo, o que explica o fato de o pau-brasil ter como principal nome "Pernambuco" em idiomas como o francês e o italiano. Em 1509, Diogo Álvares Correia, atirado à costa, nas proximidades do lugar onde Cabral havia ancorado, firmava um tratado com um chefe indígena e criava uma das primeiras famílias mestiças. Outro português, João Ramalho, imitava-o na região de São Paulo. Em 1516, foi construído no litoral pernambucano o primeiro engenho de açúcar de que se tem notícia na América portuguesa, mais precisamente na Feitoria de Itamaracá, confiada ao administrador colonial Pero Capico — o primeiro "Governador das Partes do Brasil". Em 1526 já figuravam direitos sobre o açúcar de Pernambuco na Alfândega de Lisboa. Também em 1526, Aleixo Garcia, desembarcando no atual Estado de Santa Catarina, partia em busca de ouro, à frente de um grupo de índios. Modesta e lentamente, esboçava-se, segundo a partilha de Tordesilhas, o Império Português da América. Mas só tardiamente os portugueses, mais interessados pelas perspectivas da Índias Orientais do que pela exploração do Novo Continente, compreenderam o interesse pelo domínio que o acaso lhes havia dado a ocidente.

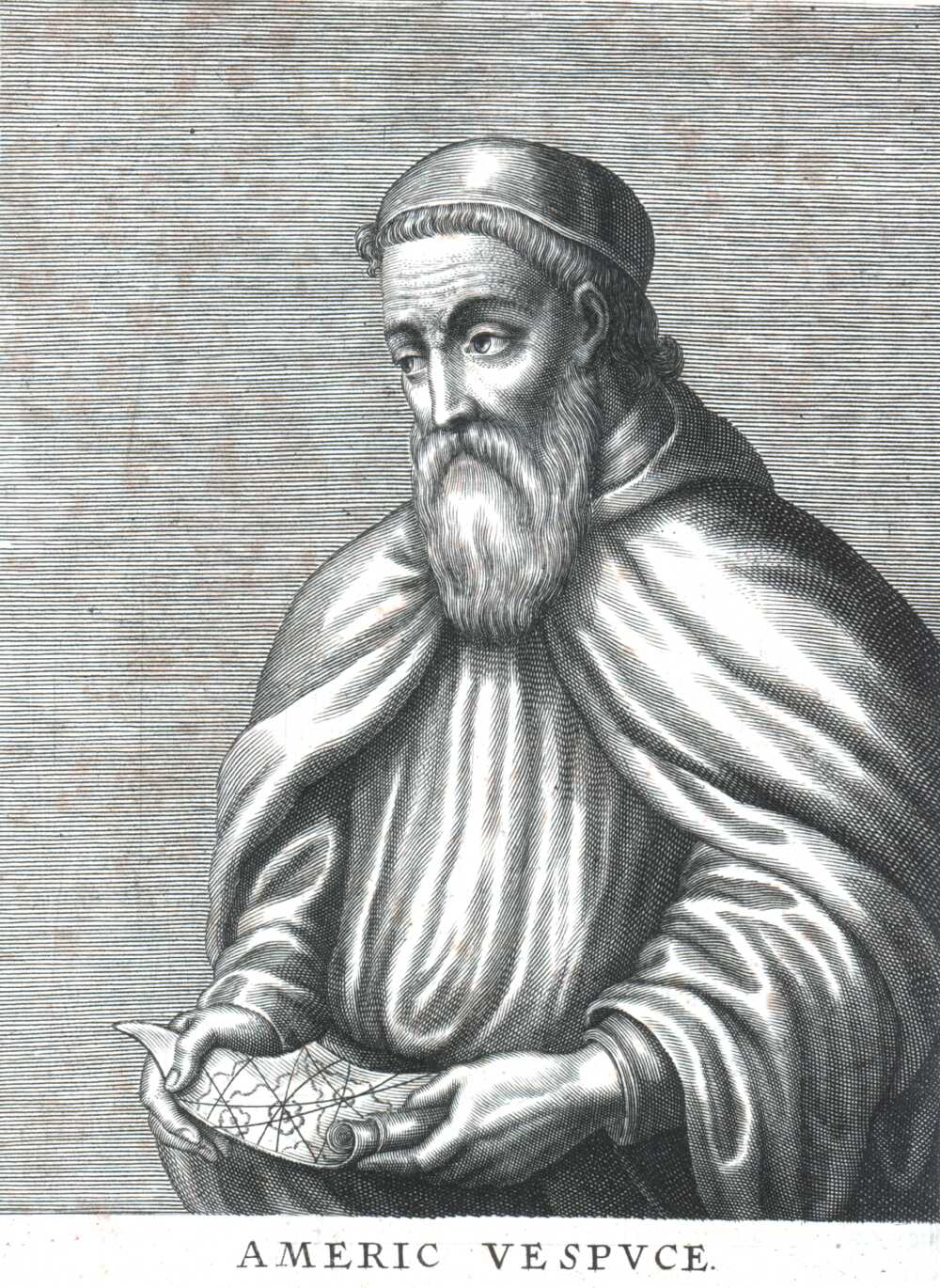
Américo Vespúcio

A conquista da América foi, de início e principalmente, uma façanha espanhola. Persuadido de que atingira os postos avançados das Índias, Cristóvão Colombo obstinou-se. Voltou por três vezes, acabando por individualizar as costas do Mediterrâneo americano. Caído em desgraça, morreu sem ter compreendido o seu erro. Durante os trinta anos que se seguiram à sua primeira viagem, os espanhóis apossaram-se das Grandes Antilhas. Américo Vespucci, que deu o nome ao Novo Mundo, Juan Ojeda, Juan de la Cosa, Vasco Núñez de Balboa, o primeiro a chegar, surpreendidos (25 de setembro de 1513), às margens do Pacífico, viram surgir um continente novo.
Na rota das especiarias, não havia já para os espanhóis senão um obstáculo a contornar. Foi essa tarefa que o português Fernão de Magalhães tentou levar a bom termo por conta do Rei da Espanha (1519–1521). Da sua aventura, basta que retenhamos o passo decisivo que ela fez dar ao conhecimento do continente e os direitos que outorgou ao senhor sobre as futuras Filipinas, anexo longínquo da Nova Espanha que se estava esboçando no próximo momento em que Magalhães deixava às costas europeias.

### Conquista dos impérios (1519-1550)

#### Conquista da Nova Espanha
Em 1519 finda a época das sondagens. Desiludidos com as Antilhas, onde não haviam encontrado o procuravam e incapazes de manterem suas plantações com a mão-de-obra indígena, pois esta com o trabalho forçado fundia como neve exposta ao sol, atraídos pelos relatos dos indígenas, desejosos de lhes agradar, e movidos também pela ânsia de conquistar novas almas para Cristo e ganhar o céu, os espanhóis, enquanto arrancavam riquezas do "Vale de lágrimas", enviaram várias expedições à costa mexicana onde as mesmas se perderam (1517–1519).
Era no coração do mundo índio que o espanhol, doravante, enfrentava as fortes civilizações dos planaltos. Nas altas planuras do México onde as terras frias se estendem entre os 2000 e os 3000 metros de altitude, duas civilizações brilhantes permaneciam ainda justapostas.

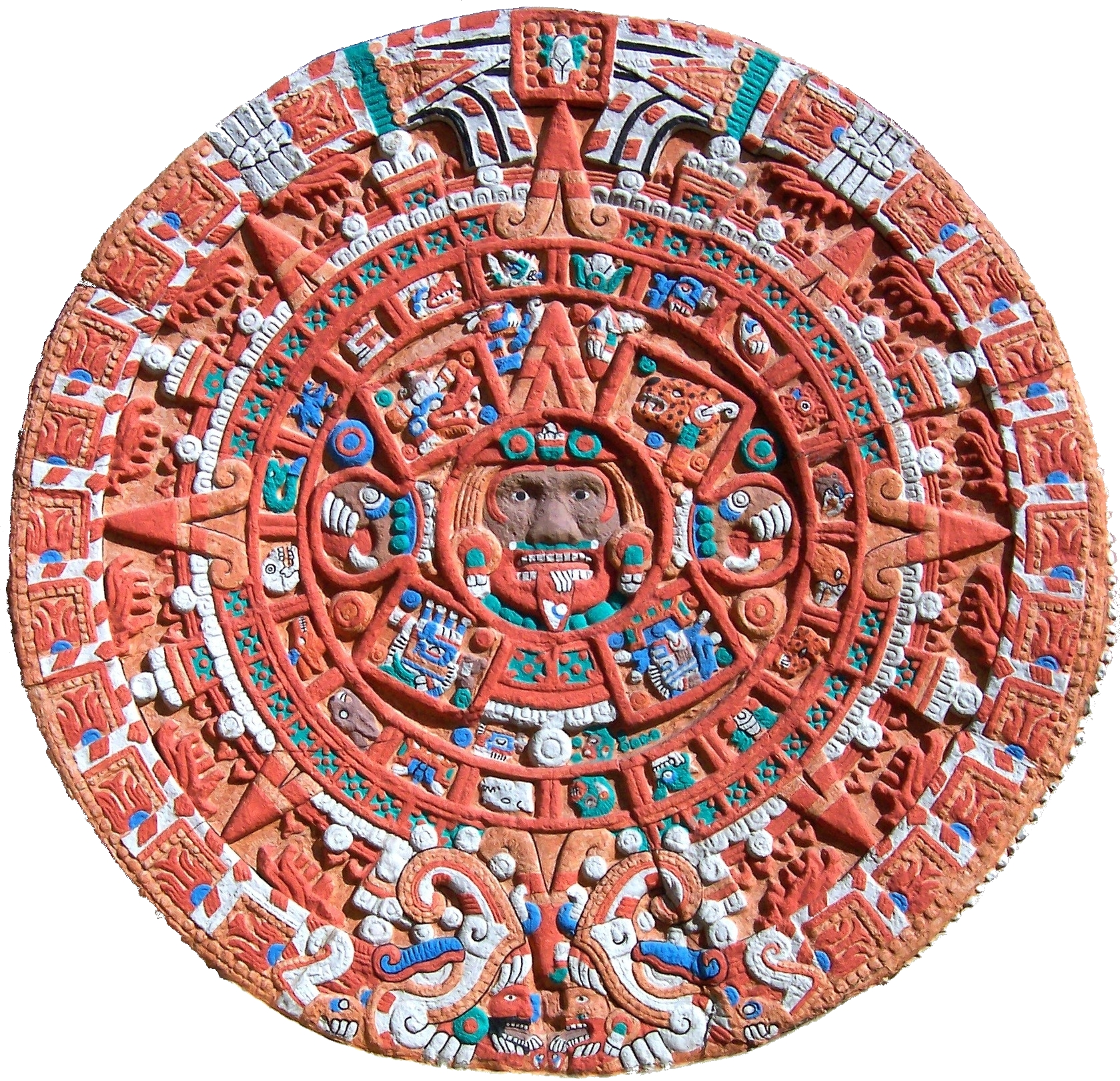
Réplica da Pedra do Sol - O calendário asteca

A mais antiga, a mais refinada, a civilização maia, originária dos planaltos de Anahuac, fora, pouco a pouco, empurrada para o litoral. Mas quando Cortés desembarcou nas costas mexicanas, os astecas ampliavam um domínio militar, fundado um século antes. A nossa visão foi muitas vezes confundida pela corte brutal que fixou a hora, talvez sem amanhã, da grandeza asteca. Era uma cultura áspera em plena evolução a que foi aniquilada pela aventura castelhana. Faltou-lhe talvez tempo para ultrapassar o estádio de pessimismo sangrento em que se demorava ainda no século XVI. Uma religião refinada e bárbara: culto do Sol e da Lua,[carece de fontes?] culto de um panteão bizarro, dos deuses cruéis que exigem dos seus fiéis sacrifícios sangrentos e que fazem da guerra, fonte de prisioneiros destinados aos sacrifícios, uma necessidade inerente ao culto.
A cabeça desse estado militar e teocrático, o rei era escolhido no seio de uma família eleita, por um conselho de anciãos. A terra, base de toda a riqueza, pertencia aos deuses e ao Estado; o clã repartia o que esses poderes lhe deixavam. Uma parte da mão-de-obra era fornecida pelos escravos, antigos prisioneiros de guerra ou condenados de direito comum. A técnica não havia ainda atingido a idade do ferro.

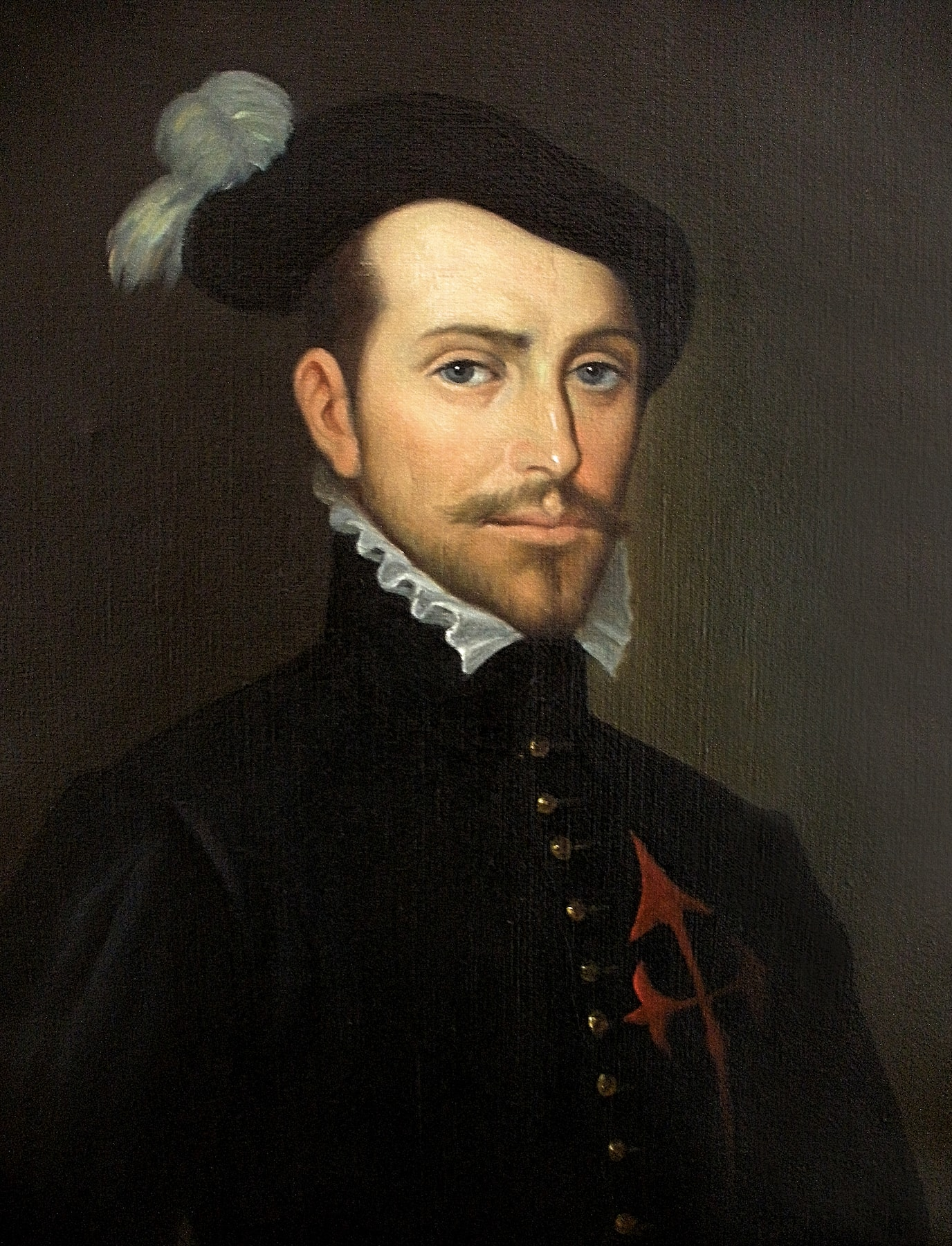
Hernán Cortés, Museo Naval, Madrid

Para se impor aos astecas, Diogo Velázquez, governador de Cuba, recorreu a Hernán Cortés, o mais belo tipo de conquistador.
Nascido na Estremadura, em 1485, Hernán Cortés era da pequena nobreza; a família enviou para Salamanca a fim de cursar Direito, mas, chamado irresistivelmente pela carreira das armas, embarcou para Hispaniola onde se revelou homem audacioso e sociável. Dotado de indomável energia e de uma confiança absoluta no seu destino, Cortés aliava à paixão da riqueza uma fé ardente à maneira espanhola.
O indivíduo afirma-se em todo o lado do modo mais agressivo. Destituído por Velásquez, Cortés antecipa a sua partida de Santiago (18 de novembro de 1518) e passa três meses ao longo do litoral de Cuba, completando as suas forças nos próprios domínios de seu chefe, sem que ousem resistir-lhe, de tal forma o sabem homem disposto a agir sem escrúpulos, de tal forma também o espaço americano, no alvorecer do século XVI, é pouco permeável a uma autoridade central.
Os meios de que dispõe podem parecer insignificantes: onze navios de cerca de 100 toneladas e seiscentos soldados que não são todos espanhóis. Cem canhões, dezesseis cavalos, dois intérpretes. Seus trunfos: a superioridade técnica, o terror que incutem nas almas simples as armas brancas de ferro e aço, as armas de fogo, os cães e os cavalos, as divisões intestinas dos adversários, e sobretudo o ardor das tropas espanholas, a superioridade do chefe.

Conquista do México 1519-1521

Em fevereiro de 1519, Cortés desembarca na costa da Península de Iucatã. Informado da riqueza do Império asteca de Montezuma, decide atacá-lo contra o parecer dos seus, após ter tomado a precaução de se fazer reinvestir pela municipalidade de Vila Rica de Vera Cruz, recém fundada. Depois de um reide épico através do país onde, como César, soube jogar com a desunião dos indígenas e os ódios suscitados pelo domínio asteca, penetra a 8 de novembro de 1519 em Tenochtitlán (México), isolada no centro de sua laguna. Apodera-se de Montezuma, volta a Veracruz para afastar o perigo de uma contra expedição enviada por Velázquez mas, ao regressar a Tenochtitlán não consegue dominar uma revolta geral dos índios, indignados com a avidez e o espírito iconoclasta dos seus novos senhores. Cortés, com muita dificuldade, consegue sair da cidade por uma de suas saídas, mas perde um terço de seu exército, na célebre noche triste. Alguns dias depois, em Otumba, por um momento parecia inevitável o aniquilamento dos espanhóis, sempre perseguidos, mas Cortés acabou vencendo (batalha de Otumba) e, ajudado por seus aliados de Tlaxcala, apresenta-se novamente ante Tenochtitlán, cujo cerco e destruição assinalaram um dos acontecimentos mais trágicos da história americana.
O Império de Montezuma, graças à posição central, serve de ponto de partida de novas conquistas para o sul e para o norte. Para o sul, onde Pedro de Alvarado, Cristóbal de Olid e o próprio Cortés procuram estabelecer ligação com as posições do istmo, enquanto no México as intrigas se desenvolvem contra o governador todo-poderoso. 1526: Cortés é substituído por um funcionário, o frouxo Luís Ponce de León. O marquesado do vale de Oaxaca e uma prodigiosa fortuna não bastam para o consolar. Na Nova Espanha, entretanto, a era dos conquistadores terminou. No dia 13 de dezembro de 1527 a primeira audiência de Nova Espanha é instalada e a conquista cede o lugar à organização.
Mas prolonga-se para o norte, em busca aí, também, das riquezas mais ou menos míticas que, depois de haverem lançado os espanhóis através do Atlântico, os conduziram ao Continente. Nas costas da atual Califórnia, Francisco de Ulloa segue, em 1539, na esteira de um Cortés envelhecido. Em demanda das "sete Cidades", de Cibola, de Quivira, ou de outros países do Norte, mais ou menos fabulosos, partiram muitos e nem todos voltaram. Um Nuño Beltrán de Guzmán (1529–1530), um Nuñez Cabeza de Vaca (1539-42), um De Soto, mais hábil — durante os seus périplos através do sudeste dos atuais Estados Unidos - na caça ao índio do que na descoberta do ouro, todos mais ou menos felizes, todos impelidos pelo "mesmo sonho heroico e brutal".

#### Conquista da Nova Castela

Divisão das colônias espanholas em governos (Nova Andaluzia, Nova Leão, Nova Castela, Nova Toledo) criados por reais cédulas entre 1534 e 1539

A conquista de Nova Castela, entendendo-se por tal não apenas o Peru, mas praticamente toda a América do Sul espanhola, oferece analogias profundas com a conquista da Nova Espanha. O mesmo móbil: a procura do ouro, mais brutal ainda, sem uma nota de idealismo religioso. Uma personalidade poderosa: Francisco Pizarro. Um Estado a vencer: o Império Inca; duas fortes culturas indígenas a esmagar: a cultura incaica e a cultura chibcha.
Nos altos vales da atual Colômbia, a civilização inca permanece a grande civilização dos Andes colombianos, a civilização dos planaltos por excelência e que acaba por se estender ao conjunto da cordilheira andina, desde o Equador ao norte do Chile e cujo berço se encontra algures no corredor que se estende, a mais de 3 000 metros de altitude, de Chaco ao Titicaca.[carece de fontes?] O Império Inca é potência teocrática, sobre a qual a classe sacerdotal exerce uma autoridade quase ilimitada.
E, simultaneamente pela sua organização econômica e social, pelo seu organismo agrário de estado e pela amplitude dos trabalhos coletivos realizados que a civilização incaica nos impressiona. A terra estava dividida em três partes desiguais: uma reservada ao deus solar, outra ao rei a terceira ao povo. Cada família recebia um lote proporcional às suas necessidades. A propriedade individual do solo não existia; força e fraqueza. Força porque o regime incaico permitiu a realização de prodigiosos trabalhos de ordem coletiva, palácios, templos, rede de estradas pavimentadas, fortalezas em pontos estratégicos, culturas em degraus, aquedutos para abastecimento das cidades e irrigação;[carece de fontes?] fraqueza talvez porque preparasse um povo de camponeses dóceis para se submeter a todas as exigências, isto é, para mudar de senhores.

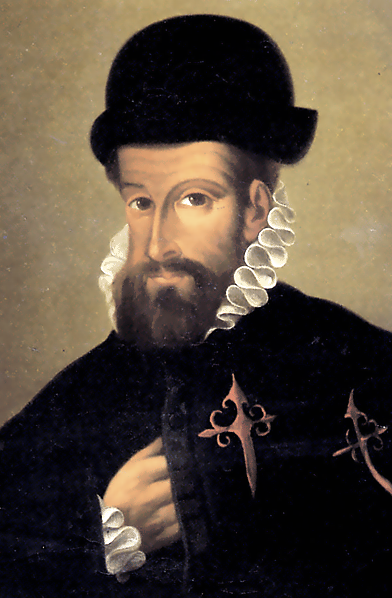
Francisco Pizarro em seus aparentes 40 anos de idade

Francisco Pizarro era um bastardo, analfabeto, da Estremadura. No Panamá ouvira falar das riquezas do país inca. Com a ajuda de dois aventureiros, Diego Almagro, analfabeto como ele, e ainda mais ambicioso e feroz, se é possível, e Hernando de Luque, organizou expedições para o sul. Sem apoio das autoridades do istmo, malograram. Passando por cima da hostilidade da administração local, Pizarro voltou à Espanha obteve do Imperador, a 26 de julho de 1529, uma "capitulação" em regra, que o investiu na missão de anexar ao domínio espanhol o Império Inca, e lhe conferiu plenos poderes sobre uma faixa de território de 200 léguas de largura a partir da costa. Almagro não foi tão bem aquinhoado. A partilha de 1529 trazia em si a promessa de querelas futuras.
Pizarro deixou o Panamá em janeiro de 1531 com 180 homens e trinta e sete cavalos, ainda menos do que Cortés, para um país mais vasto e de acesso mais difícil: um planalto de 3 a 3 500 m de altitude, fechado entre cadeias de montanhas de mais de 6 000 m. E, no entanto, Pizarro conseguiu em dois anos, pela astúcia e pela violência, derrubar o Império Inca.
Para se tornarem senhores do país, os espanhóis precisaram de dez anos ensanguentados pela guerra civil. Pizarro e Almagro sucumbiram. Foi assim aberto o campo à autoridade real para colher os frutos da aventura de Pizarro, tal como, dez anos antes, colhera os frutos da aventura de Cortés na Nova Espanha.

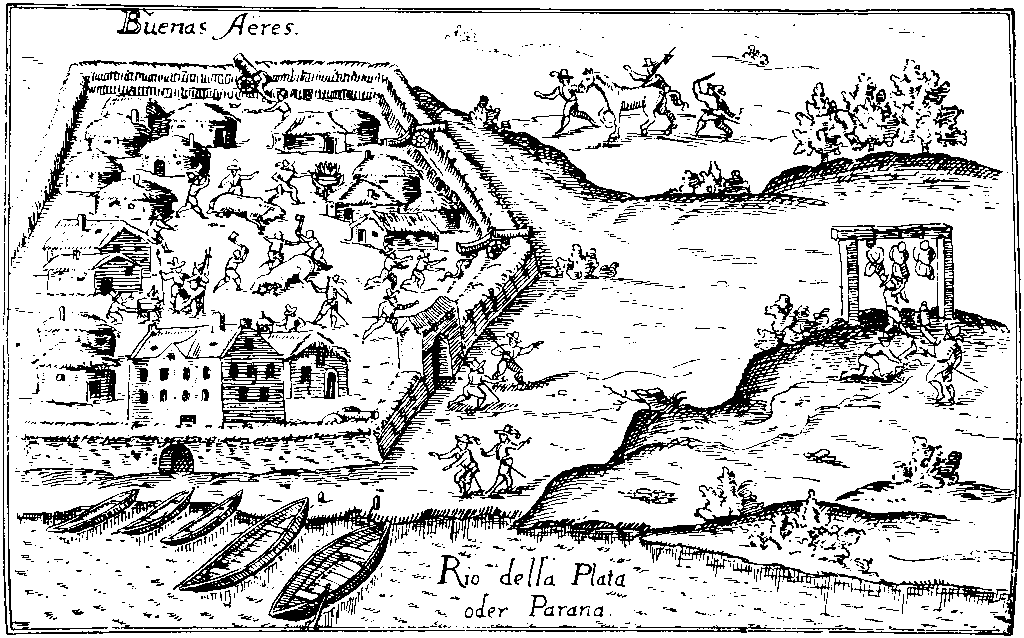
Buenos Aires pouco após sua fundação, em 1536

O papel que desempenhou ao norte o submetido Império Asteca desempenhou-o ao sul o Império Inca, base das entradas de Belalcazar, Federmann, Orellano, construtores prestigiosos das Índias de Castela, enquanto, para atingir mais facilmente as riquezas do Peru, Pedro de Mendoza fundava, pela primeira vez, Buenos Aires (1536).
Pelo ano de 1550, a conquista do continente estava praticamente acabada do lado espanhol. O português não ocupa ainda senão uma estreita faixa ao longo Atlântico; entre os Andes, coração das Índias de Castela e à borda do planalto brasileiro, persiste um imenso hiato, a tal ponto que, no decurso dos séculos que se seguem, os portugueses levam a fronteira do seu Império, sem guerra aberta, a vários milhares de quilômetros para além da linha de Tordesilhas. O Araucano resiste e resistirá até ao século XIX.[carece de fontes?] A Patagônia, os próprios Pampas permanecem durante muito tempo como feudo dos os índios selvagens. A segunda metade do século XVI e os séculos posteriores verão a Nova Espanha estender-se pela Flórida, pela Califórnia, pelo Novo México. Mas, em 1550, a parte principal da obra está realizada. Encerrado o século dos conquistadores, principiam a organização e a exploração da conquista.

#### Caraterísticas da conquista
Os ibéricos, sobretudo os espanhóis, percorreram em todos os sentidos, em trinta anos de 1519 a 1550, com 24 milhões de km² de um território cujos limites estavam quase definitivamente marcados.

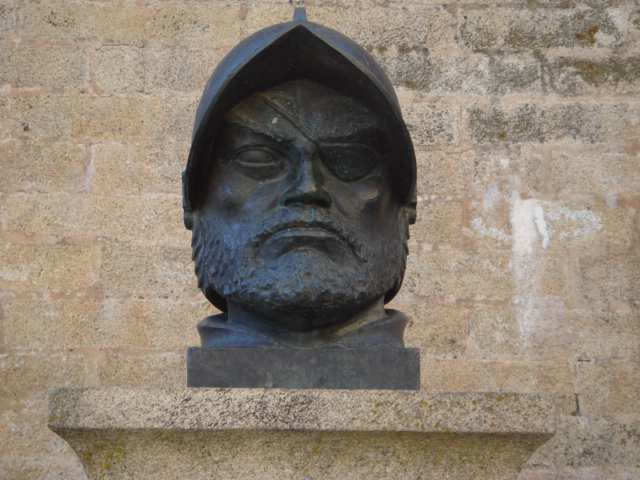
Francisco de Orellana

Prodigiosa rapidez a dessa aventura, levada a efeito com meios insignificantes. Cortés lançou-se ao assalto do Império Asteca com seiscentos homens; Pizarro iniciou-o com cento e oitenta homens. Os outros grandes devoradores de espaços nunca tiveram sob as suas ordens mais do que um punhado de aventureiros; e com esses exércitos insignificantes venceram as ciladas de um território desconhecido, hostil e que não foi concebido numa escala humana: Pizarro passa das planícies doentias do litoral aos planaltos do interior. Francisco de Orellana percorre dezenas de milhares de léguas através das florestas da Amazônia, enfrentando-se constantemente com o desconhecido. 
Essa conquista foi realizada contra povos indígenas, no centro da América do Sul e nas ilhas, mas também contra povos que haviam chegado a um alto grau de complexidade e de organização social, como os Incas. Luta de alguns punhados de homens famintos e esgotados pela fadiga contra multidões, conquista total a que se seguiu em toda a parte o aniquilamento completo das culturas indígenas e das suas respetivas organizações políticas. Talvez mais do que pela sua superioridade técnica, esse desfecho explica-se pela superioridade dos homens.
Superioridade de alguns indivíduos que arrastam exércitos ávidos. A conquista das Índias é, por excelência, a obra da Virtú. Realiza-se à margem e quase sempre contra a vontade das nascentes administrações coloniais, e, no caso de Cortés, contra a própria vontade do Rei. Só a iniciativa individual pôde levar a cabo a obra da conquista, num século em que a distância de meses, de um ano, e por vezes mais, separa a Europa da América.
Mais do que a paixão da aventura, e do que o zelo missionário, o motor da conquista foi a ânsia do lucro. Tal como Cristóvão Colombo, os conquistadores partiram em busca das montanhas de ouro que recuavam para is limites do horizonte e que finalmente, os levaram até o fim do mundo. Agitando essa miragem que eles mesmo perseguiam, conseguiram atrair às fileiras das suas expedições os milhares de homens vigorosos e rudes com os quais percorreram e conquistaram as Índias. Os índios quer pelo desejo de agradar a um senhor temido, quer pelo desejo de ver seguir para longe um hóspede incômodo, contribuíram para atirar o espanhol cada vez mais longe para o interior atrás do seu sonho: ouro asteca, ouro inca, miragens do Norte, miragens do Sul, Siete Ciudades aqui, El Dorado acolá, e caça ao escravo também.

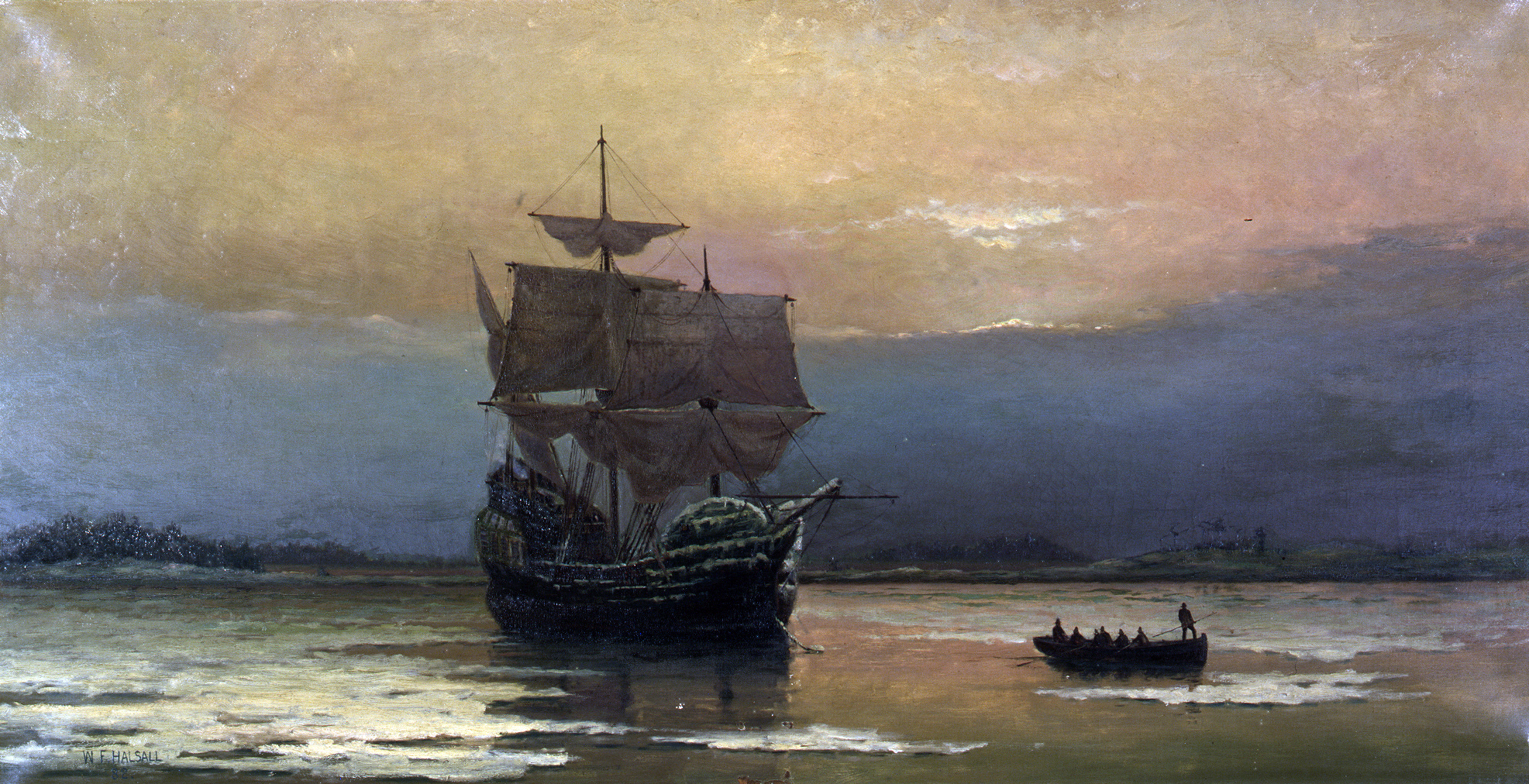
Mayflower na Baía de Plymouth (por William Halsall, 1882)

Para caçarem tesouros, os espanhóis conquistaram em trinta anos os seus domínios. Na América Ibérica, a conquista precedeu a colonização; na América Anglo-Saxônica "a colonização precedeu a conquista". Os ingleses tomam posse, um século depois dos espanhóis, da sua parcela da América. Decorridos dois séculos, no final do século XVIII, as Treze Colônias não ultrapassam os primeiros contrafortes dos Apalaches. Em dois séculos, os anglo-saxões penetraram 200 km no interior do seu país; em trinta anos, os castelhanos atravessaram de lado a lado, um continente. A colonização anglo-saxônica é uma colonização de povoamento, os peregrinos do Mayflower e os seus êmulos tomaram o rumo da América para encontrar nela uma pátria onde viver como na sua, ao abrigo da perseguição religiosa ou para fugir aos credores. O povoamento é contínuo; a marcha para o Oeste, comandada pelas necessidades da colonização agrícola, é uma nódoa de óleo que alastra vagarosamente. A conquista louca do Oeste, o século dos conquistadores, só começa a sério para os anglo-saxões no século XIX com a revolução técnica dos transportes. Para o anglo-saxão, agricultor mais ávido de terras do que de ouro, o "melhor índio é o índio morto". Para o castelhano, mais ávido de ouro que de terra, o índio é o colaborador de que tem necessidade na exploração das terras e na exploração das riquezas, um colaborador que por vezes brutaliza. A conquista ibérica é um problema de homens, a união com a índia uma necessidade fisiológica: uma América mestiça opõe-se a uma América branca, dois ritmos de vida, dois ritmos de produção. O desenvolvimento da América Anglo-Saxônica evoluiu paralelamente à ocupação da terra; a ocupação sumária da terra na América Latina precedeu o seu aproveitamento, colocando problemas insolúveis à sua transformação em realidade. As marcas que trinta anos de conquista imprimiram na América Latina acentuaram-se ainda mais com dois séculos e meio de história colonial. A América Latina como conhecemos hoje é a junção do território colonizado cruelmente pelo europeu português e espanhol, habitado inicialmente pelos índios. o produto de uma síntese que se fez em detrimento do elemento índio, foi ao longo de três séculos e meio da história colonial que ela se formou. Não é demais insistir sobre a importância da fusão operada, pois os traços marcantes do caráter da América Latina, advêm daí. Durante esses três séculos, os dois elementos, o índio e o ibérico, fundiram-se, os negros foram trazidos pelos traficantes de escravos e a América Latina tornou-se aquilo que continua a ser, a terra da economia destrutiva.
Importância primordial da era colonial, unidade primordial também. Em menos de cinquenta anos, os conquistadores, atrás de fortuna e ideal, percorrendo de ponta a ponta, e em todos os sentidos, o seu domínio, construído na dimensão do continente, e vasculhando todos os seus recantos, concluíram, nas suas grandes linhas, a conquista da América Latina.

## Organização da conquista
A história colonial das Índias de Castela e a do Brasil oferecem semelhanças flagrantes. Nada se parece mais com o sistema colonial espanhol do que o sistema colonial português. É que existe, de fato, um sistema colonial característico do Antigo Regime político e econômico e que transcende o sistema ibérico. Muitas vezes chamaram-lhe Pacto Colonial: as colônias, exploradas pela Metrópole e seu benefício, constituem para ela uma fonte de matérias-primas baratas e um território para escoamento dos produtos de sua indústria pelo menor preço. De modo geral, corresponde à implantação no continente do sistema mercantilista que considera uma balança comercial favorável como a expressão mais segura da prosperidade nacional. Se ele se tornou rapidamente elástico na Espanha e Portugal, na prática e não na teoria, graças ao extraordinário desenvolvimento do contrabando, foi porque a Espanha, e mais ainda Portugal, revelaram-se incapazes, a partir do século XVII, de fornecer às suas colônias os produto manufaturados de que estes necessitavam.
O sistema colonial estabelecido pela Espanha nem por isso deixa de ser um dos mais notáveis que o homem concebeu nos tempos modernos, porque os países ibéricos haviam sido preparados, pela sua história, para a tarefa que os esperava. Países novos e zonas fronteiriças a administrar, e repovoar após a conquista, populações alienígenas a converter, a fundir no melting pot nacional, ou a eliminar. a Península oferece oito séculos, uma imagem em miniatura das Índias. Ao longo dos oito séculos da sua reconquista, a Espanha, a fim de resolver os problemas da administração colonial, elaborara instituições cuja transplantação parcial para as Índias bastou para resolver problemas análogos. A história das instituições das Índias resume, em alguns séculos, a história milenar das instituições da Península.

### Organização administrativa das Índias de Castela

Bandeira da Coroa de Castela

As bases foram lançadas sob os Reis Católicos e Carlos V. Em virtude da bula de Alexandre VI (1493), as Índias sempre foram consideradas como propriedade pessoal da Coroa de Castela. As Índias eram castelhanas, antes de serem espanholas; eram uma coisa do rei que criou, para administrá-las, uma série de organismos próprios cujo desenvolvimento se processou paralelamente ao das instituições metropolitanas. O rei conferia a quem lhe agradava a tarefa de conquistar frações dos seus domínios; distribuía aos seus fiéis terras e o rebanho índio, parcelas da sua coisa (tal como foi a origem da encomienda). O poder que a bula de Alexandre VI lhe conferiu sobre as Índias, exercia-o o rei por intermédio de organismos análogos às instituições metropolitanas. O primeiro, pela ordem cronológica, foi a Casa de Contratação. Criada em 1503, composta de uma tesoureiro, de um superintendente e de um secretário (primeiro núcleo em volta do qual vieram enxertar outros funcionários), supervisava as relações marítimas e comerciais entre as Índias e a Metrópole, assegurava a organização e a proteção dos comboios para a América e zelava pela entrada das rendas reais e pelo encaminhamento do correio administrativo entre a Espanha e as Índias. 
Desempenhou ainda o papel de escola de navegação e de organismo de pesquisas oceanográficas, posteriormente, o de Corte de Justiça soberana no setor de comércio das Índias. A criação do cargo de Presidente do Tribunal da Casa de Contratação, encarregado de assegurar a coordenação com o Conselho das Índias, foi etapa para a elaboração desse organismo mais complexo. Nascido da autoridade real, nem por isso deixou de opor à autoridade real essa notável força de inércia de que já tinha o segredo a administração espanhola, a mais antiga e a mais eficaz, inicialmente, todas as administrações do Antigo Regime.

#### Conselho das Índias

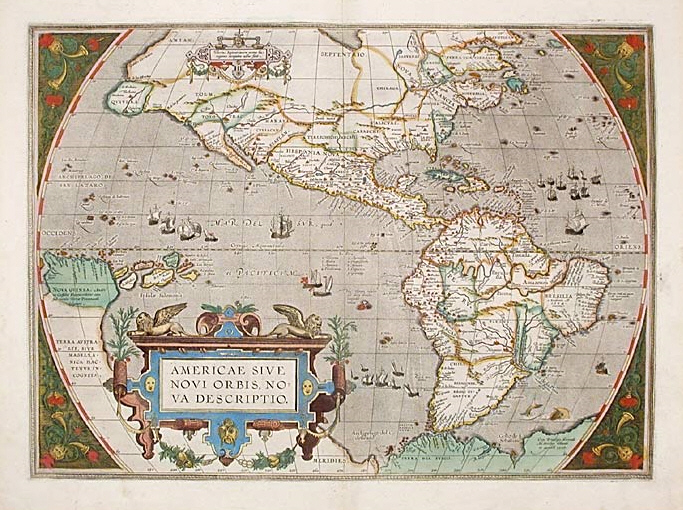
Mapa da América do século XVI

O Conselho das Índias (Consejo de Indias) foi, a princípio, uma simples excrescência da Casa, uma comissão encarregada de vigiar a administração das Índias. Criado por D. Fernando em 1511, não adquiriu a sua feição legal definitiva senão em agosto de 1524 para receber a sucessão de Juan Rodríguez de Fonseca, homem de leis dedicado aos interesses de seu senhor, já exercia, desde 1493, as funções de ministro das colônias, embora sem o título. Uma vez morto, em março de 1524, o lugar ficou vago, então o Conselho das Índias. Com os seus oito conselheiros, o Conselho acompanhava o rei nas suas várias viagens. Foi o equivalente para as Índias do Conselho de Castela. Sob a presidência do rei, direta ou não, preparava as leis e decretos referentes ao Novo Mundo, dava forma legal às ordens emanadas da Coroa, redigia a correspondência administrativa transmitida pelos órgãos da Casa, fazia as indicações de nomes para os funcionários coloniais e funcionava como Supremo Tribunal de Justiça.
Tais eram, grosso modo, os órgãos que davam forma à vontade real e que a transmitia aos órgãos administrativos locais. A história da administração das Índias reproduz, com diferenças que o tempo e a distância explicam, a história administrativa da Espanha. No reinado dos Reis Católicos e nos primeiros anos de Carlos V, a centralização do poder real alcançou, na Espanha, uma vitória decisiva sobre as forças centrífugas da nobreza e das cidades; episódio ibérico de um movimento que afetou, nuns lados mais cedo e noutros mais tarde, os principais países da Europa Ocidental. Nas Índias, administração dos conquistadores e dos ajuntamientos das cidades recentemente criadas deviam ceder o passo à administração dos vice-reis.
A conquista das Índias foi realizada por aventureiros, os conquistadores que receberam o título de adelantado (na maioria dos casos, conjuntamente com o de governador e de capitão-general). Na história ibérica medieval, o adelantado era o governador de uma província fronteiriça investido diretamente pela autoridade real; os seus poderes não tinham teoricamente limite. Como o adelantado ibérico, o adelantado colonial, também investido diretamente pela autoridade real, fora do alcance de todo o controle real sobre a fração do senhorio das Índias que ele tinha a missão de conquistar, gozava de poderes apenas limitados pela dificuldade das comunicações em seu próprio domínio, pelas cidades e pelas suas administrações, os ayuntamientos.

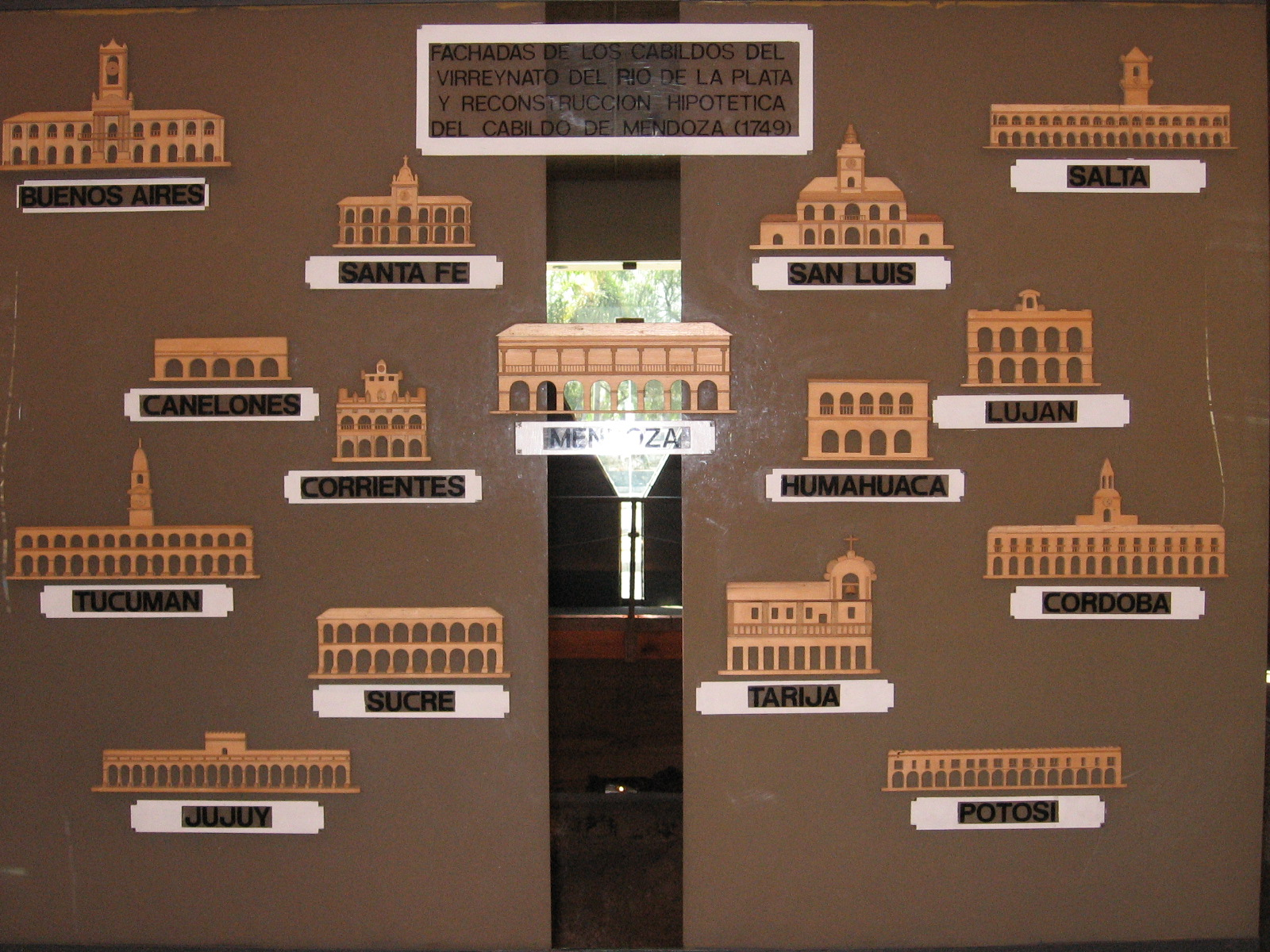
Aspectos dos principais cabildos do Vice-Reinado do Rio da Prata

O espanhol, ao por o pé na América, fundara imediatamente cidades em uma administração cuja independência aumentou ainda mais com a distância. Moses pôde escrever  sem muito exagero: "Nas colônias inglesas da América, a cidade cresceu para corresponder às necessidades do campo, enquanto nas colônias espanholas, a população dos campos aumentou para satisfazer as necessidades das cidades". Um Conselho de quatro a doze regidores, presidido por alcalde mayor assessorado pelos alcaldes ordinarios para a justiça, administrava a cidade. Era o ayuntamiento, o cabildo, como não tardaram a chamá-lo. Cortés caído em desgraça junto de Velásquez, na véspera daquele se lançar em demanda de Tenochtitlán. Os cabildos, em várias ocasiões, enviaram representantes ao Conselho das Índias para lhe expor as suas aspirações e, não poucas vezes, bombardearam o governo com as suas petições de natureza comercial.
A primeira metade do século XVI foi, para as Índias, a época mais bela em matéria de autonomia municipal até que o poder real a reduziu por um processo análogo ao que a Metrópole conhecera nos séculos XIV e XV. Dessa primeira experiência de self-government, as Índias conservaram, entretanto, uma recordação tenaz que se avivou mais tarde durante a crise da Independência.
O poder real não só reduziu a autonomia municipal, mas autoridade, quase feudal, dos conquistadores. Assim, uma nova administração que veio substituir a antiga foi pouco a pouco construída no século XVI, ao sabor de necessidades, num equilíbrio sábio de poderes que se espiavam e se limitavam habilmente, concebido para deixar ao rei distante a sua liberdade de decisão e para reduzir ao mínimo o grande mal que subsistia: a largura dessa imensa faixa de água, o Atlântico da navegação a vela, e mais monstruosa ainda, a extensão das terras, interpostas entre a cabeça do Conselho das Índias e os agentes de execução.

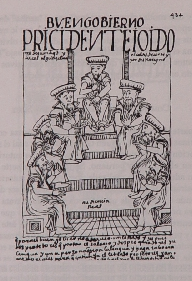
Gravura de Felipe Guamán Poma de Ayala representando a Real Audiência de Lima

O poder real exercia-se por intermédio da Audiência e do Vice-Rei.
Primitivamente, a audiência era um tribunal; o decreto de 15 de outubro de 1511 criou a primeira audiência do Novo Mundo; em 1527, uma outra audiência foi instalada no México; em 1535, no Panamá, em 1542, em Lima, em 1550 estavam em funcionamento seis audiências Outras foram criadas mais tarde paralelamente à penetração em profundidade da colonização espanhola: Charcas, Quito, Buenos Aires (1661), Cusco (1717). Uma audiências era formada por um presidente — o Vice-Rei, quando a sede coincidia com a do Vice-Reino, o capitão-general quando não era o caso — e um número variável de oidores ricamente remunerados. A audiências, na América, foi, a princípio, aquilo que ela era na Espanha: um tribunal que julgava em recurso os casos julgados na primeira instância pelas cortes inferiores dos corrigimientos e alcaldes maiores. Esse tribunal supremo só tinha acima de si o Conselho das Índias.
Mas a audiência acumulava os poderes administrativos e os poderes judiciários. Era administração feita pelos tribunais. As audiências exerciam apertada vigilância sobre todos os funcionários. A audiência do México foi, na Nova Espanha, ressalvadas a proporções, o que o Conselho de Castela foi em Castela. Em caso de vacância da autoridade do vice-rei, a audiência assegurava a interinidade.

#### Vice-Rei
A autoridade do Vice-Rei veio substituir a dos conquistadores demasiado incômodos. O exemplo destes últimos tornara desconfiada a autoridade real. A lentidão das comunicações e a ignorância quase completa que havia no Escorial dos negócios americanos podia ser, para o Vice-Rei, terrível tentação. Correndo o risco de emperrar. a máquina administrativa das Índias, o "Rei Prudente" e os seus sucessores souberam garantir-se contra o sucesso de independência dos seus agentes executores.
Escolhido no seio das famílias mais ilustres da Espanha, rodeado de toda a pompa real, o Vice-Rei representava a Coroa e exercia o direito de protetor, controlava as mina, zelava pela cristianização dos indígenas e presidia a audiência, mas, de fato, tal como escreve Merriman, era "muito menos onipotente do que parecia implícito nos termos da lei". As relações do Vice-Rei com a audiência permitem que se evidencie a limitação dos poderes vice-reais. Quando a audiência se reunia como Corte, o Vice-Rei assumia a sua presidência sem poder participar do voto; o seu papel restringia-se a assinar as decisões da Corte (não tinham supremacia judiciária como o Rei da Espanha). Qualquer pessoa podia atacar a sua administração perante a audiência. Como todo o funcionário das Índias, o Vice-Rei, submetido às obrigações de Residência e da Visita, era obrigado ao abandonar o cargo a permanecer no local onde havia exercido a sua autoridade, a fim de permitir que toda e qualquer pessoa lesada pela sua administração fizesse valer os seus direitos. Tomavam-se todas as precauções, mas a prudência, ultrapassando por vezes o seu objetivo, tinha como consequência a extraordinária lentidão da máquina administrativa das Índias.
Junto das audiências distantes, os capitães generais desempenhavam o papel do Vice-Rei, submetidos a este último como à Coroa. As audiências que abrangiam áreas várias vezes superiores à da metrópole dividiam-se em Corregimentos, à frente dos quais os corregedores, assessorados pelos alcaides, exerciam a realidade da administração quotidiana. A massa índia repartida em partidos, era administrada por intermédio ou dos chefes indígenas, os caciques, ou do encomendeiro, que reinava como um senhor, em nome do rei, sobre o seu rebanho de índios.
Microcosmo da história da Espanha, as Índias reproduziram as transformações administrativas da Metrópole. Em 1701, a dinastia dos Habsburgos, que sob o reinado de Filipe IV (r. 1621–1668) e do seu filho Carlos II (r. 1668–1700) atingira o máximo da decadência, cedeu lugar aos Bourbons. A Monarquia espanhola, amputada do peso morto das suas possessões europeias pelo Tratado de Utrecht (1713), experimentou nos reinados de Filipe V (r. 1700–1746) e de Carlos III (r. 1759–1788), um renascer de energias, participando em segundo plano da euforia econômica do século XVIII europeu. Filipe iniciou, em 1718, uma reforma administrativa que visava a introduzir e adaptar na Espanha, segundo o modelo francês, a administração dos intendentes e a tornar mais leve nas Índias a máquina ferrugenta da administração dos vice-reis. De 1765 a 1771, o território da Nova Espanha foi dividido em onze intendências; à cabeça de cada uma ficou um intendente nomeado pelo rei; subdelegados à moda francesa substituíram corregedores e alcaides maiores no governo local e na vigilância dos índios. Em 1790, a Reforma, pouco a pouco, estendera-se ao conjunto das Índias de Castela. A administração espanhola realizou, nesses últimos anos, um esforço apreciável para se renovar e obter mais eficácia.
Com o seu sistema administrativo, a Espanha levou também para as Índias o seu sistema tributário, complicado e pesado e isso mais pelos vexames inerentes ao seu recebimento do que propriamente pelo ônus que representava. Quanto se perdia da taça aos lábios? As Índias financiaram de fato uma boa parte, embora menos do que se diz, na Monarquia espanhola. Pagavam os direitos que incidiam sobre o seu comércio, os almojarilazgos, a avería, variável segundo as épocas, cobrada sobre as mercadorias, tanto à ida como à volta, entre o Guadalquivir e a América, para assegurar a proteção dos galeões e das frotas. E pagavam ao rei os donativos, dádivas que nada tinham de gratuitas; o tributo que pesava sobre todo índio varão em estado de trabalhar, as diferentes alcabalas. Mas o maior tributo que as Índias pagavam era o das minas. O rei, como não as explorava, confiava o seu aproveitamento ao capital privado e percebia sobre a produção o pesado direito do quinto.
Por dispendiosa que fosse essa administração, tão bem paga, tão rica de sinecuras onde redourar o brasão do Grande da Espanha e do fidalgo famélico, o saldo era positivo para a Espanha. E isso foi assim, sobretudo no final do século XVI e no final do XVIII, à luz dos estudos estatísticos, embora a imaginação romântica nem sempre o acredite.
Não se pode separar o estudo da administração do clero que foi um dos seus melhores agentes. A Coroa gozava de fato, em virtude de bula de Alexandre VI, de um direito de proteção que colocou toda a administração da Igreja das Índias nas mãos do rei. Este fazia as nomeações para os cargos eclesiásticos por intermédio do Conselho de Índias e fixava os limites das dioceses; com a sua própria autoridade levantava, em nome do clero, o dízimo que lhe era devido em virtude de uma bula de 1501. Agente da autoridade real, a Igreja o era duplamente; ajudava o rei a conservar na mão a população espanhola por intermédio da Inquisição instaurada nas Índias por um decreto real de 26 de janeiro de 1509. O primeiro tribunal da Inquisição entrou em funcionamento em Lima, em 1570, e no México em 1571. A Inquisição tratava de afastar todos os traços de heresia; o governo teve sempre a preocupação de manter longe do Novo Mundo os colonos de cuja fé se poderia suspeitar: mouros, judeus ou marranos. Talvez mais eficaz pelo terror que espalhava do que propriamente pela ação real, a Inquisição não inquietava os índios, tidos como crianças grandes, incapazes de heresia.
Mas a obra capital da Igreja Católica foi, antes de mais, a conversão dos índios a um cristianismo sumário, primeiro e decisivo passo no sentido da europeização. O clero secular, desconhecedor das línguas indígenas e ávido de gozar as suas gordas prebendas, não se entregou à grande obra missionária. Mas as ordens religiosas - franciscanos, dominicanos, agostinhos - desempenharam, no trabalho de conversão dos indígenas, um papel capital antes que os jesuítas viessem ocupar o lugar de vanguarda nos séculos XVII e XVIII. Levaram a cabo um trabalho linguístico e etnológico de compreensão em profundidade, a fim de darem alicerces à obra realizada. O grande pioneiro foi Bernardino Ribeira de Sahagún, o pai da etnologia índia na Nova Espanha do século XVI. Essa obra foi também de proteção dos índios e a ela ficará para sempre ligado o nome de Bartolomé de Las Casas, que conseguiu comover o imperador espanhol Carlos V ao relatar-lhe as desgraças de que fora testemunha e que esteve na origem do Código das Novas Leis (1545), cuja aplicação efetiva nunca conseguiu obter. Os jesuítas, nos séculos XVII e XVIII, exerceram sôbre os índios das suas missões uma proteção vigilante, mas muitas vezes tirânica; forçados a viver em aldeias (reducciones) e a trabalhar aí a terra, castigados como crianças com punições corporais, eram mais os súditos de pequenas teocracias do que propriamente do rei da Espanha. A frente de milícias índias, os jesuítas das célebres missões do Paraguai repeliam os assaltos dos caçadores de escravos, os bandeirantes paulistas. O espírito de independência da Companhia valeu-lhes inimizades sólidas que se cristalizaram no decreto de expulsão de 27 de março de 1767. Ninguém pode avaliar o golpe assestado por essa medida nas Índias de Castela. O melhor traço de união entre a Europa e o mundo índio foi destruído pela vontade de Carlos III.

### Eficácia da administração espanhola
A administração espanhola satisfez plenamente a defesa do império colonial espanhol. Durante três séculos, pôde manter contra todos os apetites dos países marítimos, que desde o fim do século XVI superavam nitidamente a Espanha no domínio dos mares. Não se trata evidentemente de fazer o histórico de todos os ataques à América espanhola, desde as tentativas de colonização de Jean Ribaut, na Flórida (1558), capturado e executado por ordem do vice-rei da Nova Espanha, até os primeiros ataques dos piratas de todas as nacionalidades do Mar do Caribe, iniciados em 1540, e seguidos pelos de Francis Drake (1540–1596), John Hawkins (1520–1595), Sir Walter Raleigh (1552–1618), pelas tentativas francesas, holandesas e inglesas dos séculos XVII e XVIII.
Os tesouros das Índias foram interceptados mais de uma vez, mas fora as Guianas e do senhorio das Antilhas, onde franceses, ingleses e holandeses conseguiram instalar-se, a América Latina permaneceu espanhola e portuguesa até ao alvorecer do século XIX.
Se a imensidade da América Latina contribuiu para as proteger, essa mesma imensidade foi o grande obstáculo que a administração nunca conseguiu vencer completamente. Basta ter presente que era necessário mais de um ano às frotas de Sevilha para realizarem a viagem de ida e volta entre a Andaluzia e a Nova Espanha. Protegido pela lentidão das comunicações, o funcionário colonial acabava por fazer tudo pela sua cabeça, refugiado numa desobediência polida, simbolizada na fórmula "obedezco pero no cumplo" e tratava de se reembolsar com usura dos gastos que havia realizado com a compra do cargo.

### Brasil
A administração portuguesa do Brasil embora, nas suas grandes linhas, a administração das Índias de Castela. O ponto de partida é, todavia, um pouco diferente.
Foi só em 1534 que os portugueses começaram a prestar atenção nessa possessão, para eles um tanto embaraçosa, pois os afastava das Índias Orientais, seu centro de interesse. Deve-se a isso, sem dúvida, o fato de o rei de Portugal ter organizado a administração do país pelo menor custo, confiando-o a grandes senhores, os donatários, providos de feudos gigantescos sobre os quais dispunham de poderes discricionários. Esse ponto de partida refletiu-se pesadamente na história do País; retardou a sua exploração econômica e a formação de uma administração eficaz. Consciente, sem dúvida, do seu erro inicial, a Casa de Avis esforçou-se, a partir de 1549, por dar ao Brasil uma administração análoga à das Índias. Em 1549, os poderes políticos dos donatários foram revogados, mas os seus enormes domínios, base econômica do seu poderio, subsistiram. A nova administração das capitanias foi então criada: treze no século XVI. À frente de cada uma, um capitão; um Capitão general, espécie de vice-rei do Brasil, representava na Bahia, e depois no Rio de Janeiro, um embrião de autoridade central. Progressos decisivos foram realizados pela administração brasileira durante os sessenta anos da união dinástica de Portugal e Espanha, sob a autoridade da Casa de Habsburgo (r. 1580–1640). As duas administrações permaneceram independentes, mas, sob a influência da Espanha, a administração portuguesa modelou-se pela de Madri. Foi em 1604 que foi criado o Conselho das Índias, versão portuguesa do Conselho das Índias. Foi a administração do Capitão general e dos seus ouvidores, que o representavam em cada capitania, que acabou por suplantar, no século XVII, a administração anárquica e feudal dos capitães. A larga autonomia das cidades governadas pelos senados da Câmara lembra a administração das Índias pelos cabildos.
Durante os três séculos da sua história colonial, o Brasil deu provas de resistência aos assaltos estrangeiros: o malogro da França Antártica que o Villegaignon tentou fundar em 1556 no Rio de Janeiro e, sobretudo, nos anos da unidade ibérica, a luta contra os ataques holandeses. Mas o avanço do Brasil em detrimento das Índias de Castela, é o testemunho mais claro dessa vitalidade. No século XVI, o Brasil apenas cobria ainda uma estreita faixa de território que não ultrapassava sensivelmente, ao norte e ao sul, a linha de demarcação de 1494, essa linha que corria da foz do Amazonas até a um ponto vizinho de São Paulo. No século XVII, o Brasil estendia-se já para além do Rio São Francisco; aproximava-se das nascente do rio Paraguai; no fim da era colonial, dilatava-se quase até aos Andes, sobre os 8 500 000 km² que ocupa hoje. A sede de terras novas para uma economia destruidora à procura das minas, para além das Minas Gerais, e sobretudo a caça desenfreada ao escravo realizada pelos bandeirantes paulistas, foram os móbiles de uma penetração que os tratados sucessivamente ratificaram após o fato consumado.

## História moderna

### Guerras de independência na América espanhola

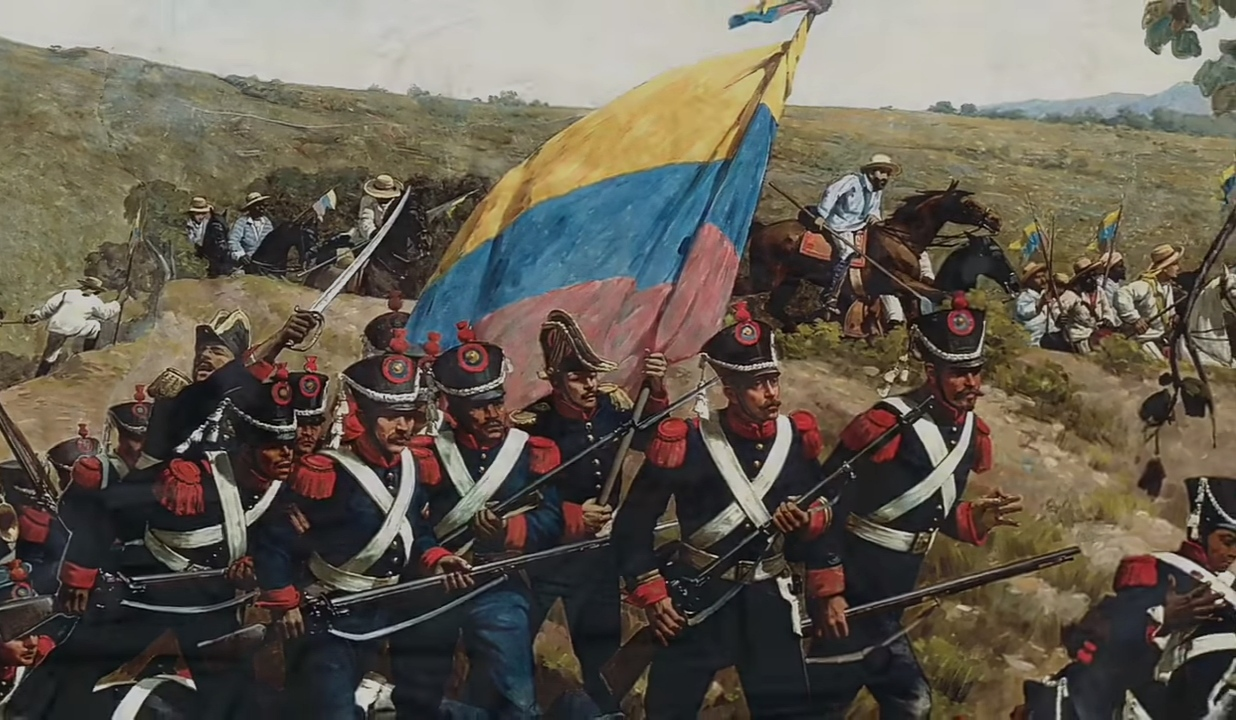
Batalha de Carabobo, decisiva para a independência da Venezuela

As guerras de independência na América espanhola foram as numerosas guerras contra o Império Espanhol na América espanhola, que resultaram na criação de 18 países independentes .

#### Antecedentes
O império colonial espanhol, desde o século XVIII, estava dividido em quatro vice-reinados e quatro capitanias gerais. Os vice-reinados eram: Nova Espanha (México e parte dos Estados Unidos); Nova Granada (integrada por Colômbia, Panamá e Equador); Peru; e Rio da Prata (área equivalente a Argentina, Uruguai, Paraguai e Bolívia). As quatro capitanias eram nos territórios de Cuba, Guatemala, Venezuela e Chile.
As revoluções que surgiram na América Espanhola foram nitidamente inspiradas pelas ideias iluministas, tais como as de autodeterminação dos povos (em detrimento do colonialismo), livre comércio (em detrimento do mercantilismo) e oposição ao absolutismo. A sua força motriz foi a sensação de exclusão quanto aos rumos do império espanhol nas elites intelectuais crioulas (filhos de espanhóis nascidos na América, desprovidos de amplos direitos políticos) e a insatisfação popular com as péssimas condições de trabalho e a situação de miséria que vigoravam nas colônias, que já tinham gerado revoltas populares anteriores, como a Rebelião Tupac Amaru e o Movimento Comunero.
Naquele período, a Espanha passava por um período difícil. A derrota na Batalha de Trafalgar havia prejudicado severamente a então famosa marinha espanhola, dificultando a sua comunicação com as colônias. Ao mesmo tempo, a presença de militares franceses em solo espanhol fragilizou a coroa, a ponto de Napoleão Bonaparte conseguir forçar a abdicação do rei Carlos IV e de seu filho Fernando VII, e impor o seu irmão, José Bonaparte, como rei da Espanha. Como reação a isto, formaram-se as Juntas Governativas a favor de Fernando VII, que tiveram sucesso em garantir a lealdade de espanhóis e colonos ao rei, impedindo-os de apoiar o novo governo. Percebendo isto, Napoleão resolveu mudar de estratégia nas Américas, apoiando os movimentos independentistas hispano-americanos.

#### Conflitos internos nas Juntas Governativas
As Juntas Governativas na América Espanhola eram formadas a partir de cabildos (assembleias) e dominadas por dois grupos: crioulos (filhos de espanhóis nascidos nas Américas) e chapetones (espanhóis nativos). Em diversas colônias americanas, a demanda dos crioulos por mais representação política passou a criar conflitos com os chapetones, gerando inúmeras rebeliões locais. Os crioulos foram, então, gradualmente utilizando seu maior conhecimento da área para dominar os cabildos e ir expulsando os chapetones de seu território.

#### Contrabando de armas
Além disso, sem uma ativa fiscalização metropolitana e com a guerra na Europa, os revolucionários foram ajudados por armas e munições que lhes foram fornecidas pelo Reino Unido e suas colônias. Assim, começou a criação e o equipamento de novos exércitos patrióticos regulares. Com o controle total da Grã-Bretanha sobre os mares e suas colônias no Caribe, notadamente na Jamaica e em Trinidad, isso tornou o tráfico de armas muito mais fácil de realizar. O grande excedente de armas que sobrou da guerra napoleônica da Grã-Bretanha significava que elas eram baratas e prontamente disponíveis. Comerciantes britânicos tanto no Caribe quanto na Europa deram empréstimos e suprimentos que permitiram aos revolucionários sul-americanos garantir os meios para realizar novas campanhas. Como resultado, os comerciantes britânicos cortaram os monopólios detidos pela elite espanhola. Com o aumento de comerciantes, veio um influxo de novas ideias e novas pessoas da Europa, incluindo acadêmicos, artesãos e comerciantes. Com o aumento de europeus em toda a América do Sul, a meta da Grã-Bretanha de aumentar o comércio influenciou a luta de um continente pela independência.
| Tipo de arma       | Quantidade       |
| ------------------ | ---------------- |
| Mosquetes          | 704.104          |
| Pistolas           | 100.637          |
| Arma de pederneira | 35.617.864       |
| Balas de mosquetes | 4.508 toneladas  |
| Bolas de canhões   | 10.254 toneladas |
| Sabres             | 209.864          |

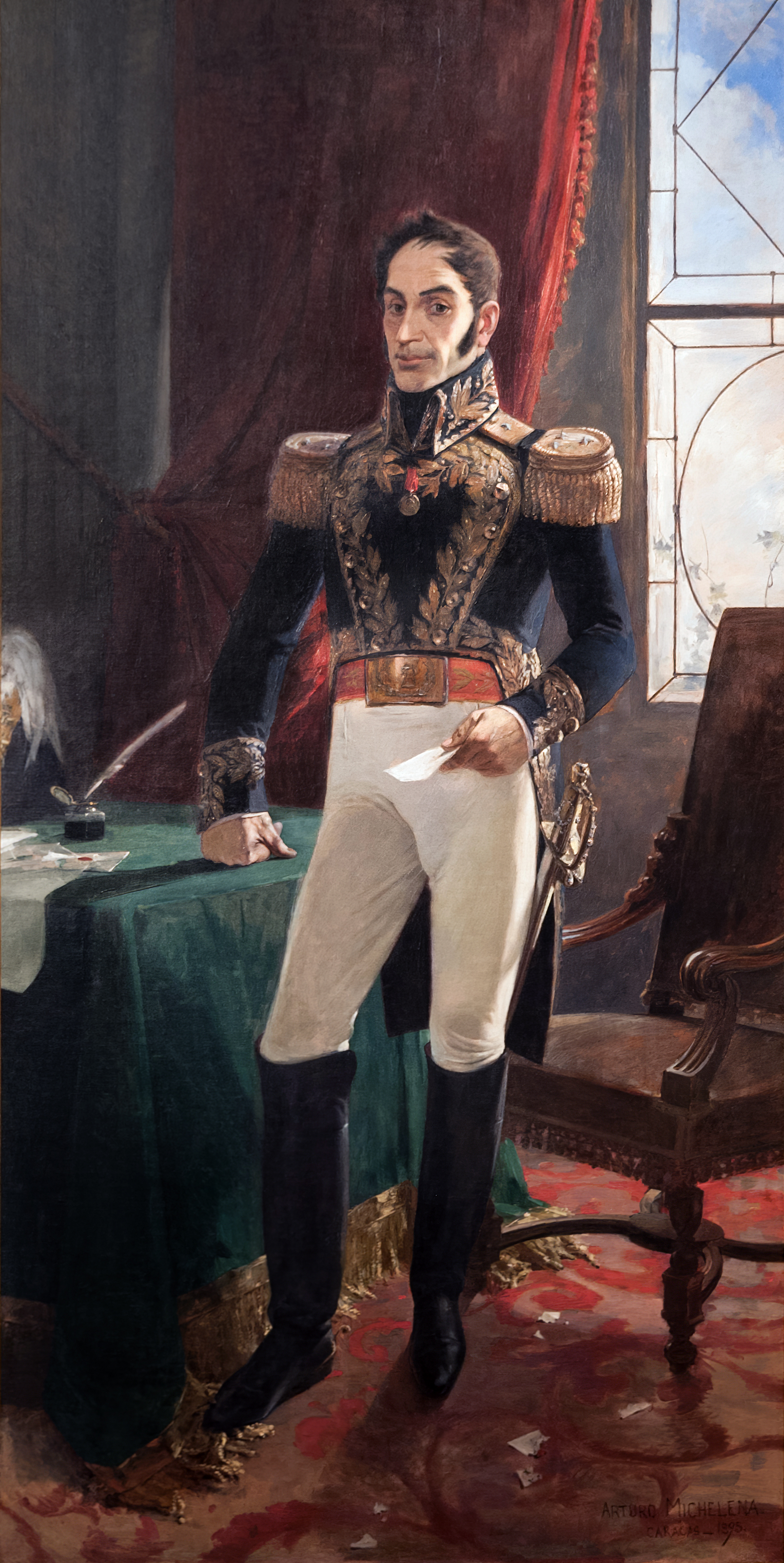
Simón Bolívar.

Com todos esses fatores favorecedores, foi possível formar exércitos revolucionários armados, e em 1810, Venezuela, México, Chile, Argentina e Colômbia se declararam independentes.

#### Apoio britânico
Inicialmente, os movimentos independentistas não contavam com apoio oficial da Grã-Bretanha, visto que o país estava em guerra com o Império Napoleônico. Dessa forma, as primeiras rebeliões, ocorridas no período de 1810 a 1816, foram em sua maioria fracassadas.
Após a derrota de Napoleão pelas tropas inglesas, entretanto, passaram a ter apoio para a independência fornecido pela Inglaterra.

#### Rebeliões vitoriosas
Entre as principais lideranças das rebeliões vitoriosas esteve Simón Bolívar, que libertou e liderou Bolívia, Venezuela, Panamá, Colômbia, Peru e Equador. Em troca do apoio fornecido pelos haitianos, cuja libertação se deu antes da América Espanhola, Bolívar prometeu abolir a escravidão em todos os territórios que libertasse.
Já José de San Martín foi o primeiro líder da parte sul da América do Sul que obteve sucesso no seu esforço para a independência da Espanha, tendo participado ativamente dos processos de independência da Argentina, do Chile e do Peru.
O processo de independência do México teve mais controversas que o do resto da América Espanhola, visto que foi formado por dois grupos: os liberais, defensores de uma república, e os conservadores, defensores de uma monarquia.  O processo também passou por várias fases, contando, inclusive, com movimentos de guerrilha. Em 1821, entretanto, foi assinado o Tratado de Córdoba, e o México se tornou uma nação independente.

### Pós-independência e consequências da independência
O movimento de independência devido a seu efeito divisivo foi o resultado natural da fragmentação dos países emergentes. Não houve nenhuma alteração na estrutura administrativa; nem mesmo houve alterações sociais das chamadas castas: crioulos, mestiços, pardos, ou para índios e escravos negros. Desapareceu o monopólio comercial e, portanto, o protecionismo, com o empobrecimento de muitas regiões latino americanas que não poderiam competir com as indústrias na Europa. A independência não está ligada a qualquer melhoria econômica ou social ou de administração. Pode-se dizer que o sonho de Bolívar de criar uma América unida, a Grã Colômbia, fracassou.
Também não houve um esforço, por parte da burguesia, em cooperar para a construção dos novos países. Em vez disso, continuaram servir a interesses estrangeiros, como nos tempos coloniais:
A América Latina logo teve suas constituições burguesas, muito envernizadas de liberalismo, mas em compensação, não teve uma burguesia criadora, no estilo europeu ou norte-americano, que se propusesse à missão histórica do desenvolvimento de um capitalismo nacional pujante. As burguesias dessas terras nasceram como simples instrumentos do capitalismo internacional, prósperas peças da engrenagem mundial que sangrava as colônias e as semicolônias. Os burgueses de vitrina, agiotas e comerciantes, que açambarcaram o poder político, não tinham o menor interesse em impulsionar a ascensão das manufaturas locais, já mortas ao nascer quando o livre-cambismo abriu as portas à avalanche de mercadorias britânicas. Seus sócios, os donos das terras não estavam, por sua vez, interessados em resolver "a questão agrária", senão na medida de suas próprias conveniências. O latifúndio consolidou-se sobre o saque, ao longo do século XIX. A reforma agrária foi, na região, uma bandeira precoce.— Galeano, Eduardo (29 de setembro de 2010). As veias abertas da América Latina. [S.l.]: L&PM Editores. p. 118

#### Doutrina Monroe
A chamada Doutrina Monroe foi anunciada pelo presidente americano James Monroe (presidente de 1817 a 1825) em sua mensagem ao Congresso em 2 de dezembro de 1823.
"Julgarmos propícia esta ocasião para afirmar, como um princípio que afeta os direitos e interesses dos Estados Unidos, que os continentes americanos, em virtude da condição livre e independente que adquiriram e conservam, não podem mais ser considerados, no futuro, como suscetíveis de colonização por nenhuma potência europeia […] "(Mensagem do Presidente James Monroe ao Congresso dos EUA, 1823)
A frase que resume a doutrina é: "América para os americanos"
O seu pensamento consistia em três pontos:
- a não criação de novas colônias nas Américas;
- a não intervenção nos assuntos internos dos países americanos;
- a não intervenção dos Estados Unidos em conflitos relacionados aos países europeus como guerras entre estes países e suas colônias.

Tal doutrina auxiliou no processo de consolidação da independência dos países latino-americanos, ao impor defesas contra tentativas de reconquista das colônias emancipadas. Entretanto, mais tarde, ao fim do século XIX, os Estados Unidos deram um caráter imperialista à doutrina Monroe e começaram a fortalecer sua influência militar, econômica e política na região do Caribe, inclusive através de intervenções militares. O objetivo era transformar este mar das Caraíbas num mare nostrum devido à sua importância estratégica. Intervenções para a cobrança de dívidas também passaram a ser justificadas.

#### Efeito econômico
As consequências de curto prazo da independência latino-americana foram a fragmentação do poder político, a militarização da sociedade e a mobilização de recursos e homens para a guerra. A turbulência política não terminou com a independência. Disputas sobre fronteiras nacionais e guerras civis continuaram por décadas.
Os custos e benefícios da independência foram avaliados por Coatsworth, que concluiu que, no curto prazo, os benefícios econômicos diretos e indiretos da independência eram pequenos, assim como os custos mensuráveis do colonialismo: os limitados benefícios líquidos da independência foram superados por novos custos, como guerras prolongadas, conflitos civis e instabilidade econômica. No longo prazo, entretanto, houve benefícios econômicos com a destruição da ordem institucional colonial: a independência levou à modernização institucional, como a abolição da escravidão em muitos países, o fim do monopólio do comércio externo e a possibilidade de levantar capital em mercados internacionais.

## Cronologia por século
- XV: Impérios Incas e Aztecas.
- XVI: Apogeu colonial de Potosi, México, Nordeste.
- XVII: pecuária extensiva na Bacia Platina e Sertão Nordestino.
- XVIII: Vila Rica nas Minas Gerais emerge como polo econômico.
- XIX: como o Rio de Janeiro e Buenos Aires. Montevideo passa a ser um pólo secundário cuja função básica é evitar o conflito direto entre os dois últimos pólos.
- XX: Regiões como o México voltam a crescer fortemente. São Paulo e Buenos Aires idem. Brasília ganha a sede para um saturado Rio. Regiões como Assunção, Nordeste Sul-americano, Potosi e cia, que foram regiões das mais ricas e importantes no hemisfério perdem muito peso após sabotagens geopolíticas nos bastidores.
- XXI: A América Latina e o Sul Global apresenta um crescimento econômico pela exportação de commodities e relativa estabilização política. Brasil, México e Argentina se consolidam como principais economias.